# Faust. Der Tragödie zweiter Teil

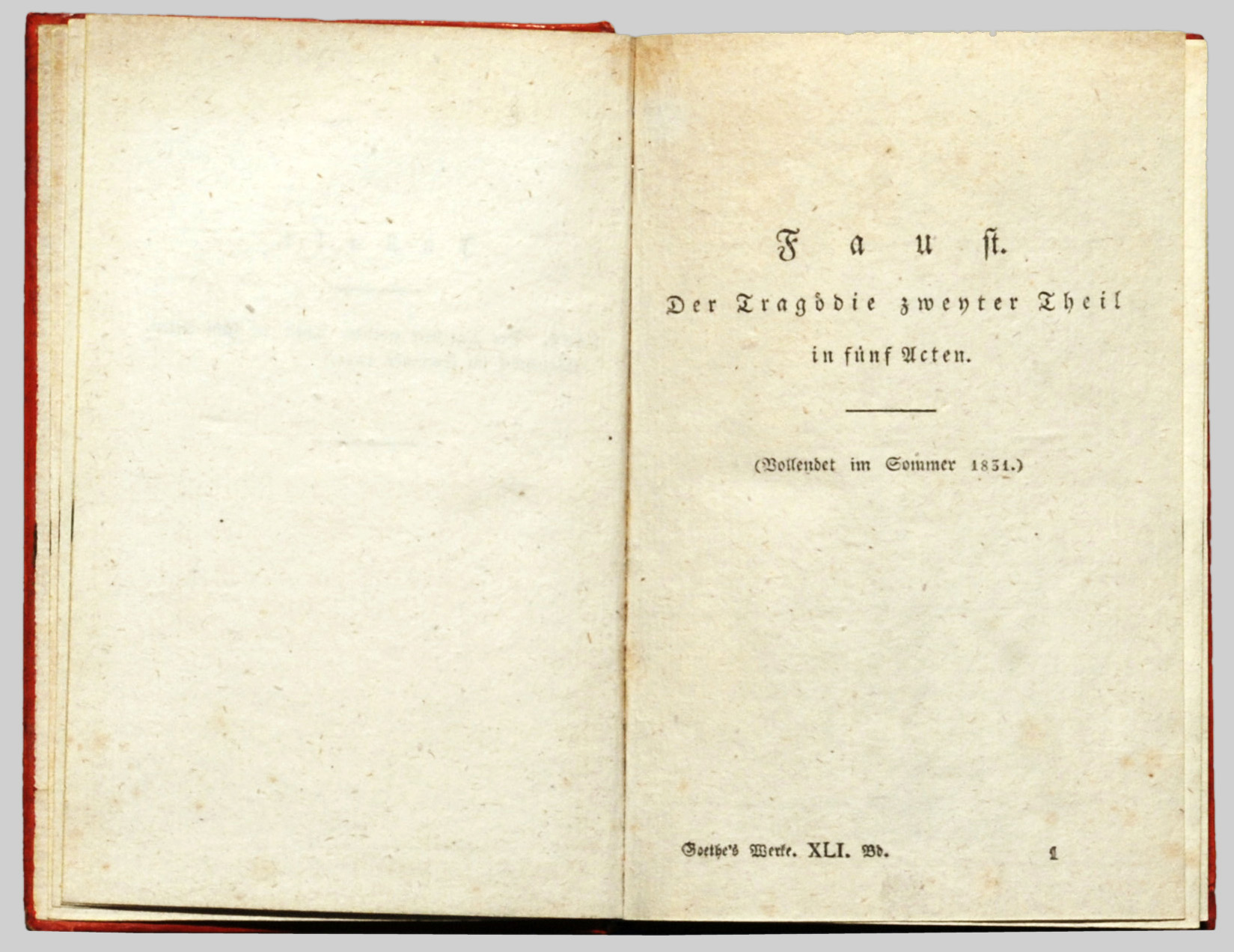
Titelblatt des 1831 vollendeten zweiten Teils der Tragödie

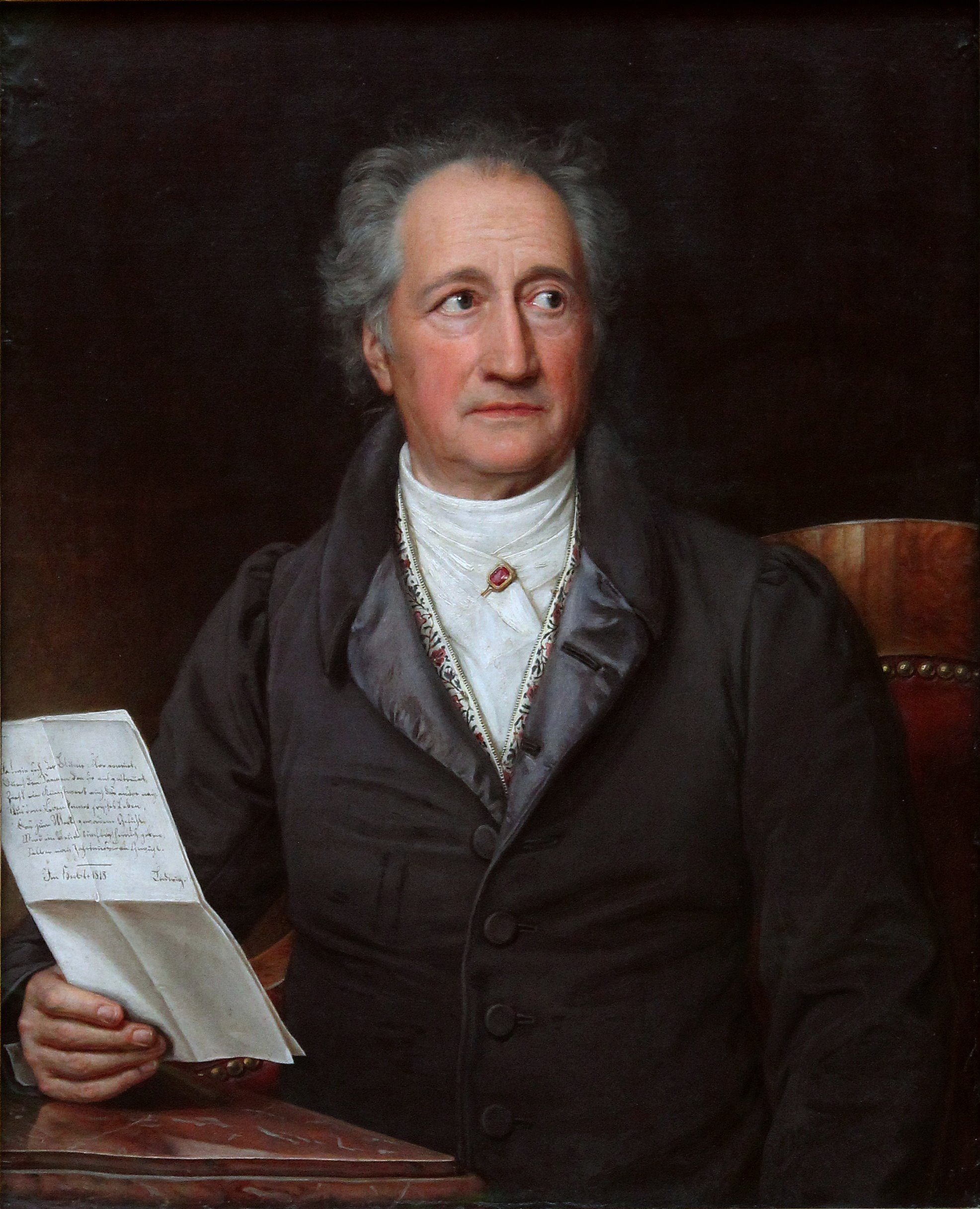
Johann Wolfgang von Goethe (1828)

Faust. Der Tragödie zweiter Teil (auch Faust. Der Tragödie zweiter Teil in fünf Akten oder kurz Faust II) ist die Fortsetzung von Johann Wolfgang von Goethes Faust I.
Nachdem Goethe seit der Fertigstellung des ersten Teils im Jahr 1805 zwanzig Jahre lang nicht mehr am Fauststoff gearbeitet hatte, erweiterte er ab 1825 bis Sommer 1831 frühere Notizen zum zweiten Teil der Tragödie. Das Werk wurde 1832, einige Monate nach Goethes Tod, veröffentlicht.

## Inhalt

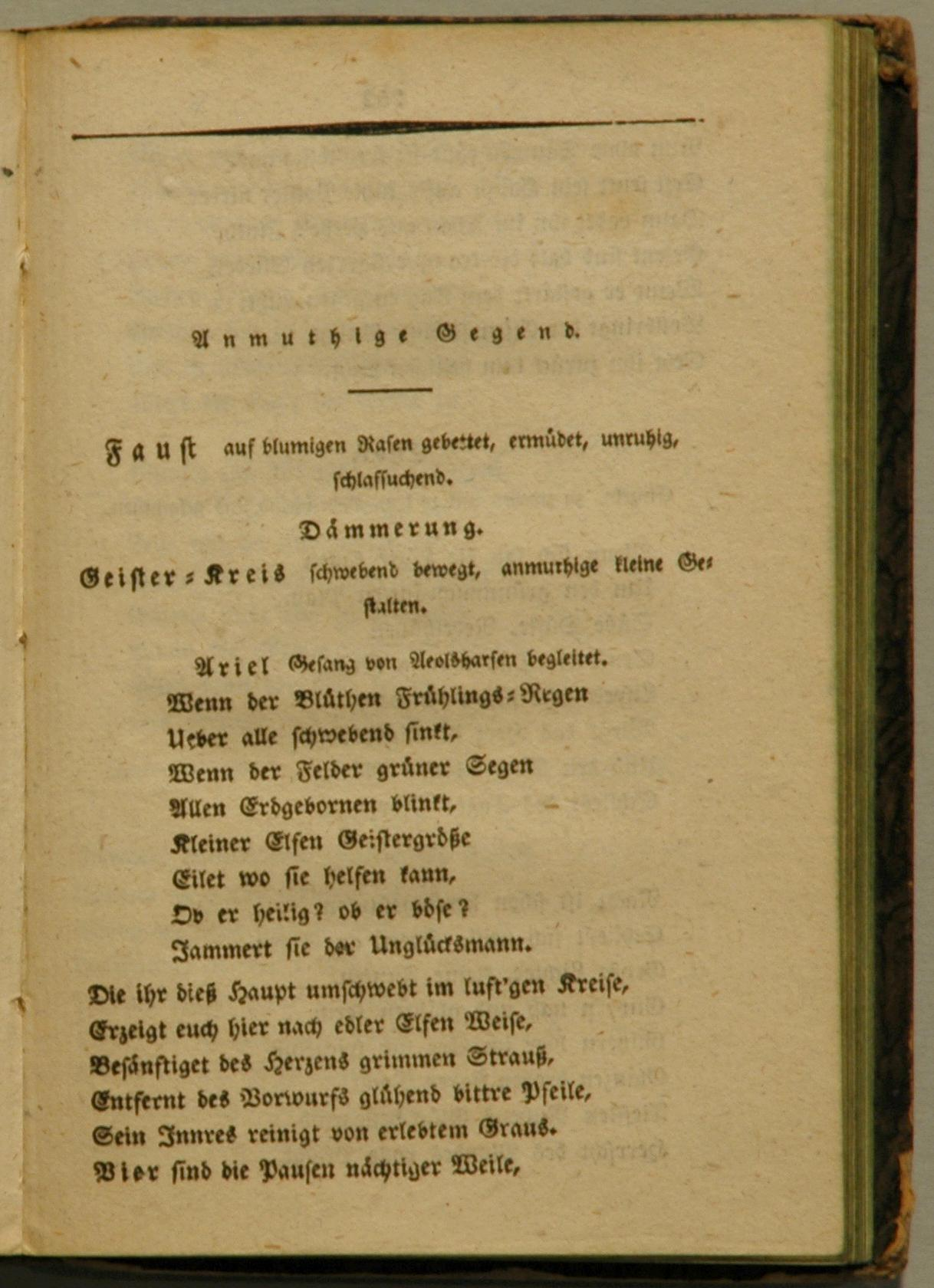
Vorabdruck des noch unvollendeten Faust II von 1828

Das Drama besteht aus fünf Akten mit jeweils in sich abgeschlossenem Inhalt. Erst der Bezug auf die Gesamtheit der Teile I und II stellt den Sinnzusammenhang der Tragödie her. Im Unterschied zum ersten Teil steht nicht mehr das Seelen- und Gefühlsleben des einzelnen Menschen im Mittelpunkt, sondern die Person Faust entwickelt sich stetig weiter, wird zum sozial und geschichtlich handelnden Unternehmer, scheitert aber auch in dieser Rolle, obgleich er noch am Ende meint, seiner politischen Vision einer freiheitlichen Weltordnung gedient zu haben.
Faust widmet sich im zweiten Teil aktiv verschiedenen Tätigkeiten und entspricht damit einem Ideal der Klassik: Der Mensch soll alle seine Fähigkeiten ausbilden. Als Künstler schafft er im ersten Akt ein Schauspiel, scheitert aber daran, es in die Wirklichkeit zu übertragen. Im dritten Akt begibt sich Faust auf eine Zeitreise durch die Epochen. Dabei wird der nordisch-romantische Künstler Faust mit der griechisch-klassischen Helena, dem Sinnbild der Schönheit in der Antike, verheiratet. Das Produkt dieser Synthese, ihr gemeinsamer Sohn Euphorion, der, kaum geboren, blitzschnell zum leidenschaftlichen jungen Mann heranwächst, steht für den Geist der Poesie. Mit ihm veranschaulicht Goethe, wie es zur Deutschen Klassik kam: durch Rückbesinnung der deutschen Kunst auf die Antike. Der frühe Tod Euphorions (eine Anspielung auf den von Goethe verehrten Zeitgenossen und Dichterkollegen Lord Byron) lässt Faust zu der Erkenntnis kommen, dass die Poesie, das Kind der Schönheit und der Kraft, die Welt nicht dauerhaft verändern, sondern nur flüchtige Eindrücke erschaffen kann.
Drei Hauptthemen sind im Faust 2 zu unterscheiden: 
1. Faust und Kaiser: der 1. und 4. Akt. Kultur, Macht, Schuld.
2. Faust und Helena: der 2. und 3. Akt. Natur, Sehnsucht, Trieb.
3. Fausts Tod und Gnade: der 5. Akt. Sinn, Vergebung.

### Erster Akt
- Anmutige Gegend. Faust, auf blumigen Rasen gebettet, ermüdet, unruhig, schlafsuchend. Dämmerung. Geisterkreis, schwebend bewegt, anmutige kleine Gestalten.

Der Luftgeist Ariel weist die Elfen an, dem durch die Gretchentragödie schuldig gewordenen Faust den Heilschlaf des Vergessens zu bereiten. Vom Schlaf erquickt, will Faust sofort wieder nach dem „höchsten Dasein“ streben – wie schon im ersten Teil der Tragödie. Während ihn in seiner Studierstube der Erdgeist blendete, verhindern nun die grellen Strahlen der Sonne den Blick auf das, „was die Welt im Innersten zusammenhält“. Er wendet sich der Erde zu und erkennt in ihr den „farbigen Abglanz“ des Lebens – im zwischen Klarheit und Zerfließen wechselnden Regenbogen sieht Faust den Spiegel des menschlichen Strebens. Goethe zeigt gleich zu Anfang, dass eine unmittelbare und eindeutige Erkenntnis des Lebens seiner Ansicht nach nicht möglich ist. Vorerst gilt es, das diesseitige Leben zu leben. Erst jenseitige Gnade wird Faust zu „höhern Sphären“ führen.

#### Kaiserliche Pfalz
- Saal des Thrones. Staatsrat in Erwartung des Kaisers. Trompeten. Hofgesinde aller Art, prächtig gekleidet tritt vor. Der Kaiser gelangt auf den Thron; zu seiner Rechten der Astrolog.

Mephisto wird neuer Narr des Kaisers. Der hört sich, bereits in Karnevalslaune, die Sorgen und Nöte von Kanzler, Heermeister, Schatzmeister und Marschalk an: Es fehlt überall an Geld. Mephisto schöpft Geld, indem er alle ungehobenen Bodenschätze und Schatzfunde dem Kaiser zuspricht und damit die Deckung des Papiergelds begründet. Nach diesem „Mummenschanz“ wird deutlich, dass dies die Golddeckung abgelöst hat.

Hof-Dame, als sich der hervortretende Geist Helenas Faust zuwendet: „Ich merke schon, sie nimmt ihn in die Lehre; In solchem Fall sind alle Männer dumm, Er glaubt wohl auch, dass er der erste wäre.“
Helena von Troja von Evelyn de Morgan, 1898

- Weitläufiger Saal mit Nebengemächern, verziert und aufgeputzt zur Mummenschanz.

Karneval:
Erste Abteilung – Gärtnerinnen, Ährenkranz, Phantasiestrauß, Fischer, Vogelsteller, …
Zweite Abteilung – Holzhauer, Naturdichter, Hofsänger, Rittersänger, Satiriker, …
Dritte Abteilung – Grazien, Parzen, Furien.
Vierte Abteilung – Fortitudo-Wagen: Furcht, Hoffnung, Klugheit, …
Fünfte Abteilung – Plutus-Wagen: Knabe Lenker, Plutus, Geiz, …
Sechste Abteilung – Wildgesang: Faune, Satyr, Gnome, Riesen, Nymphen, Pan.
Dieser weitaus umfangreichste Abschnitt des ersten Aktes beschreibt den florentinischen Karneval aus der Sicht Goethes, vor allem basierend auf Antonio Francesco Grazzinis Tutti i Trifoni (1559) – einer Sammlung zeitgenössischer Festaufzüge und Lieder.
Die als Mummenschanz bezeichnete Darstellung zeigt ein sinnenfrohes Panoptikum der höfischen Gesellschaft sowie historischer und antiker Figuren. Das ordnende Element in dieser Szene wird von der Figur des Herolds übernommen, der die verschiedenen Abteilungen und Figuren hervorzutreten bittet, sie beschreibt und protokolliert. Eine bedeutende Rolle spielen hierbei auch vermehrt Allegorien wie die Furcht, Hoffnung und die Klugheit. Auch Faust, Mephisto und der Kaiser selber mischen sich unter die Gäste, wobei sich u. a. folgende allegorischen Figuren-Analogien ergeben:
Zolio-Thersites = Mephistopheles (→ Allegorie: Hässlichkeit)
Plutus = Faust (→ Allegorie: Geld)
Knabe Lenker = Euphorion (→ Allegorie: Poesie)
Der Abgemagerte = Mephistopheles (→ Allegorie: Geiz)
Kaiser = Pan (→ Allegorie: Vergnügungssucht)
Nach den Deputationen der ersten drei Abteilungen und dem Erscheinen von Plutus’ Prachtwagen entwickelt sich die Szene zu einem höfischen Schauspiel, in dem die Geldsorgen des als Pan maskierten Kaisers aufgezeigt werden. Diese sollen von Faust (in Gestalt des Reichtums) beseitigt werden. Ein flammendes Inferno, das die Masken der Anwesenden verbrennt und schließlich von Faust gelöscht wird, beschließt den Mummenschanz.
- Lustgarten, Morgensonne. Faust, Mephistopheles, anständig, nicht auffallend, nach Sitte gekleidet; beide knien.

Der Kaiser beschreibt Faust, wie sehr er die vergangenen Feierlichkeiten genossen habe, und wünscht sich mehr „dergleichen Scherze“ (5988). Die Berater des Kaisers erscheinen und preisen das von Mephisto neu eingeführte Papiergeld. Der Kaiser beginnt dessen Sinn zu verstehen und es, wie seine Berater, zu verprassen.
- Finstere Galerie. Faust. Mephistopheles.

Faust berichtet Mephisto davon, dass der Kaiser ihm aufgetragen habe, Helena und Paris, die Urbilder der Schönheit, an seinen Hof zu holen. Denn: „Erst haben wir ihn reich gemacht, Nun sollen wir ihn amüsieren“ (6190–6191). Mephisto erklärt ihm, das Mittel, die beiden heraufzubeschwören, sei ein „glühender Dreifuß“ (6283), den Faust mit Hilfe eines magischen Schlüssels im Reich der „Mütter“, dem tiefsten Mysterium, finde: „Göttinnen thronen hehr in Einsamkeit, um sie kein Ort, noch weniger eine Zeit“ (6213–6215). Faust macht sich daraufhin auf, hinunter ins Reich der Mütter zu steigen.
- Hell erleuchtete Säle. Kaiser und Fürsten, Hof in Bewegung.

In dieser Szene wird Mephisto vom Hofvolk bedrängt, ihre persönlichen Wehwehchen (Sommersprossen, steifer Fuß, Liebeskummer) mit seinen Hexenküchenkünsten zu heilen.
- Rittersaal. Dämmernde Beleuchtung. Kaiser und Hof sind eingezogen.

In einem illusionären „Flammengaukelspiel“ treten Helena und Paris für den Kaiser auf. Deren Geister erweisen sich jedoch als flüchtige Erscheinung. Im Rittersaal entbrennt eine Diskussion über die antike Schönheit: die männliche Gesellschaft empfindet Helena als vollkommen schön, Paris jedoch als flegelhaft, da ohne „Hofmanieren“ (6460). Beim weiblichen Publikum verhält es sich umgekehrt. Als Faust bemerkt, dass es sich bei der dargestellten Szene um den „Raub der Helena“ handelt, will dieser Helena bewahren und greift in die Gespenster-Inszenierung ein, womit der Spuk sich auflöst und Faust paralysiert zurücklässt: Er hat den Fehler begangen, seine Kunstschöpfung – die ihm nur durch den Gang zu den Müttern ermöglicht wurde – als sein Eigentum zu betrachten, sich also überschätzt und sein Kunstwerk mit der Realität verwechselt.

### Zweiter Akt
- Hochgewölbtes, enges, gotisches Zimmer, ehemals Fausts, unverändert. Mephistopheles hinter dem Vorhang hervortretend. Indem er ihn aufhebt und zurücksieht, erblickt man Faust hingestreckt auf einem altväterischen Bette. Famulus. Bakkalaureus.

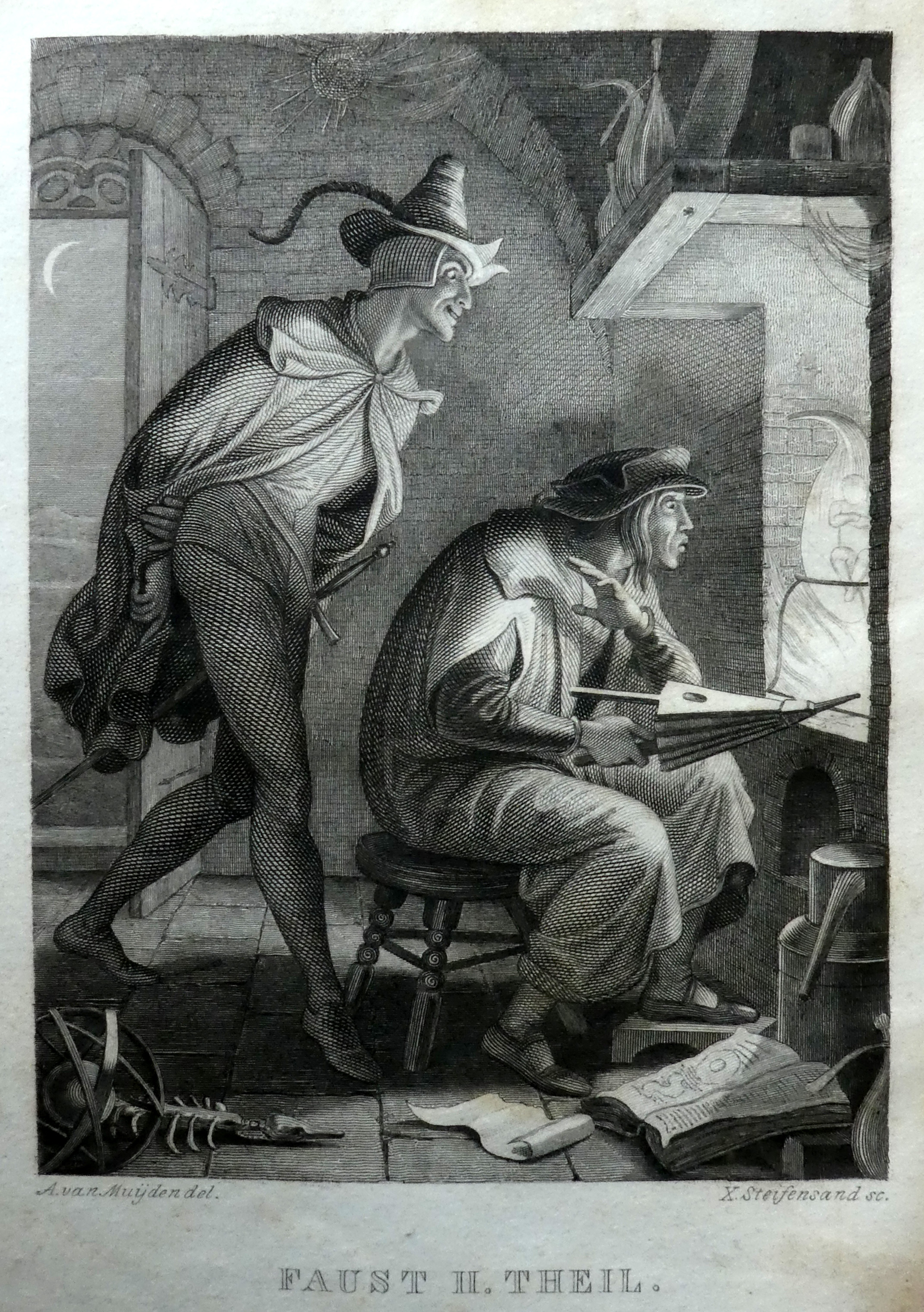
Faust. II. Theil, Stich von Xaver Steifensand nach einer Vorlage von Alfred van Muyden

Mephisto tritt in Fausts alte Stube und erkennt die Feder wieder, mit der Faust sich dem Teufel verschrieb. Er legt sich Fausts alten Mantel an, um sich als Dozent zu verkleiden. So empfängt er den neuen Famulus, der an Wagners Stelle getreten ist. Wagner – mittlerweile selbst Doktor, Professor und praktizierender Alchemist – soll an einem großen, geheimnisvollen Werk arbeiten. Mephisto fordert den Famulus auf, Wagner herbeizuschaffen.
Es folgt die Fortsetzung der Schülerszene aus dem Faust I: Der inzwischen zum Bakkalaureus herangereifte ehemalige Schüler behauptet von sich selbst, nun „entwachsen akademischen Ruten“ (6723–6724) und seinem alten Meister (Mephisto) ebenbürtig, ja überlegen zu sein. Er symbolisiert das anmaßende Selbstbewusstsein der Jugend: „Des Menschen Leben lebt im Blut, und wo / Bewegt das Blut sich wie im Jüngling so?“ (6776–6777). Mephisto spielt zwar ironisch den Unterlegenen („Nun komm ich mir recht schal und albern vor“, 6763), dem Theaterpublikum aber eröffnet er, dem abgehenden Bakkalaureus hinterherblickend: „Original, fahr hin in deiner Pracht! – / Wie würde dich die Einsicht kränken: / Wer kann was Dummes, wer was Kluges denken / Das nicht die Vorwelt schon gedacht?“ (6807–6810).

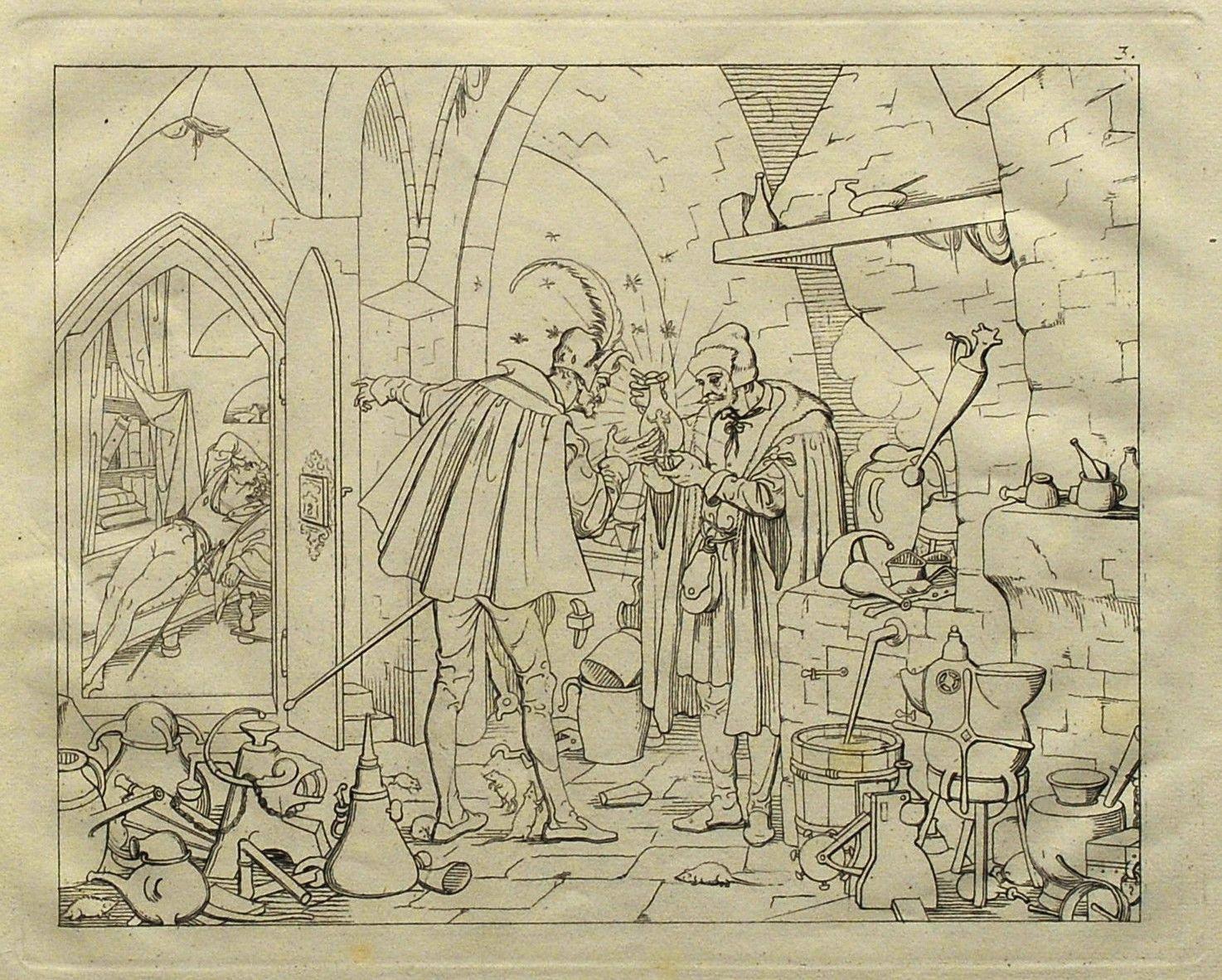
Homunkulus [in der Phiole]: „Was gibt’s zu tun?“ Mephistopheles, auf eine Seitentüre deutend: „Hier zeige deine Gabe“ (Die Traumbilder des schlafenden Faust zu beschreiben)
(Umriss-Radierung nach Moritz Retzsch 1836)

- Laboratorium im Sinne des Mittelalters, weitläufige unbehilfliche Apparate zu phantastischen Zwecken. Wagner am Herde. Homunkulus in der Phiole.

Mephisto hat den bewusstlosen Faust in seine alte Studierstube versetzt. Im Laboratorium nebenan trifft er Wagner, der gerade dabei ist, eine wissenschaftliche Großtat zu vollbringen und einen künstlichen Menschen zu schaffen, den Homunkulus. Das zarte Kunstgebilde vermag allerdings nur in seiner Phiole zu existieren. Bezeichnenderweise ist bei seiner Herstellung der Teufel anwesend. Homunkulus begrüßt ihn: „Du aber, Schalk, Herr Vetter, bist du hier? Im rechten Augenblick, ich danke Dir“ (6885–6886). Als Homunkulus, Faust erblickend, in dessen Gedankenspiegel liebliche Frauen sieht, darunter auch Helena, beschließt er, zur klassischen Walpurgisnacht nach Griechenland aufzubrechen. Mephisto, der nur wegen der Aussicht auf dort gastierende thessalische Hexen einwilligt, folgt Homunkulus und trägt den immer noch schlafenden Faust mit sich.

#### Klassische Walpurgisnacht
- Pharsalische Felder. Finsternis: Erichtho. Die Luftfahrer oben. Faust den Boden berührend. Mephistopheles umherspürend. Sirenen präludieren oben. Faust herantretend. Mephistopheles verdrießlich.

Zu Beginn der Szene erscheint die thessalische Hexe Erichtho auf den Pharsalischen Feldern als Vorbotin der Klassischen Walpurgisnacht. Die düstere Berichterstatterin der Geschichte verwirrt, indem sie die vorolympische Epoche, die römische Zeit und den griechischen Befreiungskampf aus Goethes Zeit miteinander vermischt. Sie flüchtet beim Herannahen der Luftfahrer Faust, Mephisto und Homunkulus.
Faust erwacht nach der gescheiterten Helena-Beschwörung auf dem antiken Schlachtfeld, auf dem Pompeius von Caesar besiegt wurde. Ihm fließen neue Kräfte zu, als er den Boden fühlt, auf dem die Gottheiten und Heroen der klassischen Antike zu Hause sind. Der mittelalterliche, nordische Teufel fühlt sich dagegen fehl am Platze. Doch zu seiner Verwunderung erkennt er in einigen der antiken Schreckgestalten „leider Nahverwandte“ (7741).

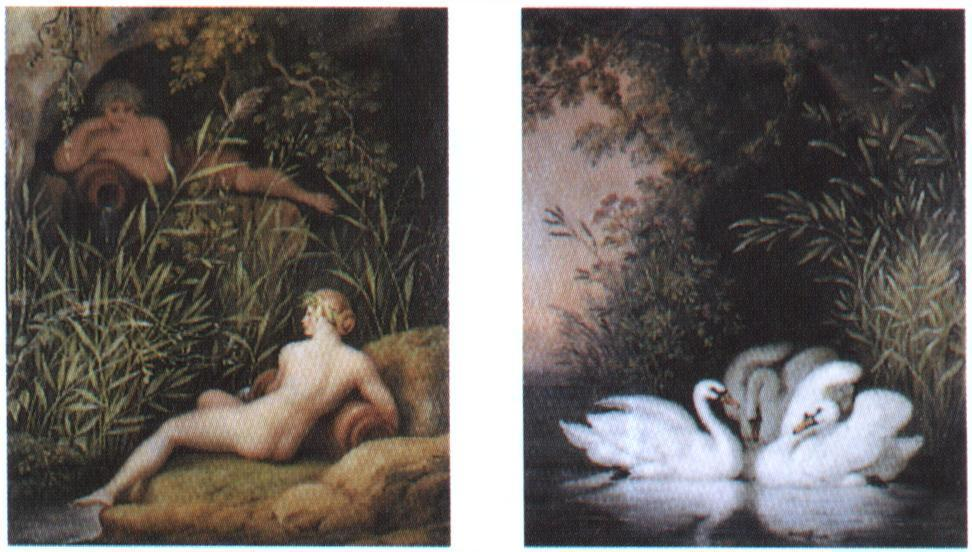
„Von allen Seiten hundert Quellen vereinen sich im reinlich hellen, zum Bade flach vertieften Raum. Gesunde junge Frauenglieder, vom feuchten Spiegel doppelt wieder ergetztem Auge zugebracht! … Wundersam! auch Schwäne kommen aus den Buchten hergeschwommen, majestätisch rein bewegt. Ruhig schwebend, zart gesellig, aber stolz und selbstgefällig.“
Nymphen und Schwäne von J. H. Tischbein (1817/20)

- Peneios umgeben von Gewässern und Nymphen – Peneios, Nymphen, Chiron und Manto.

Faust sucht hier Helena bei den Sphinxen und Chiron, halluziniert Leda und wandelt am Fluss. Der Kentaur Chiron, der Lehrer Herakles', Arzt und der Erzieher von Kastor und Pollux, der Halbbrüder Helenas, bringt Faust zu Manto, die mit ihm in die Unterwelt steigt und damit Fausts Irren durch die Klassische Walpurgisnacht beendet.
- Am oberen Peneios wie zuvor. Sirenen. Mephistopheles in der Ebene. Homunkulus. Mephistopheles an der Gegenseite kletternd.

Der ein galantes Abenteuer suchende, aber schon bei den Sphinxen abgeblitzte, völlig erregte Mephisto wird durch die Lamien bezirzt, dann aber durch seine „Mühmichen Empuse, der Trauten mit dem Eselsfuße“ (7737) – und den Phiolen-Homunkulus, der seine Menschwerdung und Vervollkommnung bei Anaxagoras und Thales sucht, in seinen nun direkten sexuellen Ambitionen gestört. Anaxagoras und Thales tragen zwei philosophische Gedanken zur Lebensentstehung mit sich. Während ersterer glaubt, dass Lebendiges im Feuer entstanden sei, ist Thales ebenso überzeugt, dass der Ursprung allen Lebens im Wasser zu finden sei. Mephisto gelangt schließlich zur Bergeshöhle der drei Phorkyaden, von denen er sich Zahn und Auge leiht, und im folgenden Akt als Phorkyas auftritt.
- Felsbuchten des Ägäischen Meers. Mond im Zenit verharrend. Telchinen von Rhodus auf Hippokampen und Meerdrachen, Neptunens Dreizack handhabend. Galatee auf dem Muschelwagen nähert sich.

Thales, noch immer bemüht, Homunkulus bei seiner Menschwerdung zu helfen, versucht bei Nereus, dem „Greis des Meers“, das Geheimnis des Entstehens zu ergründen. Dieser, ein ausgesprochener Hasser des Menschenvolkes, weiß keinen Rat, verweist jedoch auf Proteus, der die Kunst des Verwandelns kenne. Proteus, sich in vielfältige Formen verwandelnd, weist Homunkulus den Weg zum Zug des Muschelwagen der Galatee. Homunkulus besteigt den Proteus-Delphin und zerschellt am Muschelwagen der Meeresgöttin Galatee, der Tochter des Nereus. Es entsteht ein Meeresleuchten. Der Akt endet mit einem Lobgesang auf den allmächtigen Eros und die vier Elemente.

### Dritter Akt
- Vor dem Palaste des Menelas zu Sparta 1

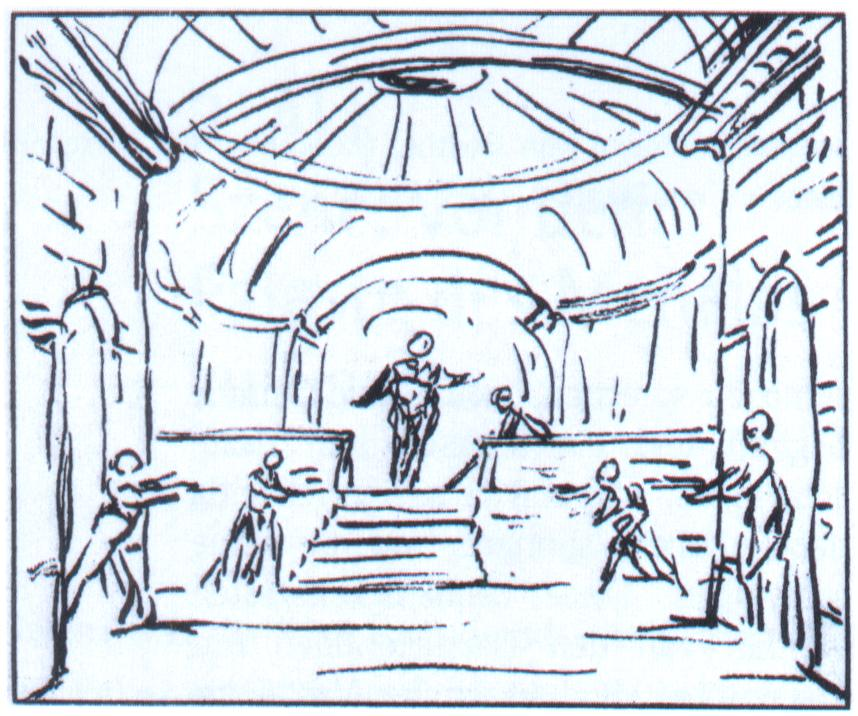
Helena: „Da seht sie selbst! sie wagt sogar sich ans Licht hervor! Hier sind wir Meister, bis der Herr und König kommt. Die grausen Nachtgeburten drängt der Schönheitsfreund Phöbus hinweg in Höhlen, oder bändigt sie.“
Bühnenbild von Goethe (1810)

Hier geht es um Fausts Beziehung zu Helena, mit der er einen Sohn – Euphorion – hat, der am Ende des Aktes zu Tode stürzt, woraufhin auch Helena verschwindet. Die Verbindung Fausts mit Helena symbolisiert die Verbindung von klassischer Antike und romantischem, germanischem Mittelalter.
Menelas ist mit Helena aus dem Krieg um Troja zurückgekehrt und hat Helena vorausgeschickt, um eine Opferzeremonie vorzubereiten. Er hat jedoch nicht gesagt, was geopfert werden soll. Helena ahnt, dass sie das Opfer sein wird, und beklagt ihr Schicksal, doch ein Chor von gefangenen Trojanerinnen muntert sie wieder auf.
Helena will nach der Rückkehr die Diener und den Palast inspizieren, trifft jedoch auf leere Gänge und auf Mephisto in Gestalt einer der Phorkyaden, die Palast und Hof während Helenas Abwesenheit verwaltet hat. Sie sagt zu Helena, dass sie das Opfer sein werde, da Menelas fürchte, sie noch einmal zu verlieren oder nicht ganz besitzen zu können, und bietet ihr und dem Chor an, sie mit auf eine mittelalterliche und angeblich uneinnehmbare Burg zu nehmen, die während der zehn Jahre des Krieges um Troja und der anschließenden Irrfahrten des Menelas bis Ägypten nicht weit von Sparta errichtet wurde. Sie stimmen zu und flüchten, umhüllt von Nebel, vor dem anrückenden König.
- Innerer Burghof, umgeben von reichen phantastischen Gebäuden des Mittelalters.

Nach dem Sieg über Menelas führt Faust Helena in das von ihm geschaffene Arkadien ein, einen Hort des Glücks und der Harmonie. In seiner mittelalterlichen Burg angekommen, wirbt Faust um Helena. Begeistert nimmt sie seine unbekannte, nordische Form des Sprechens – den gereimten Vers – auf:

„Fraun gewöhnt an Männerliebe, Wählerinnen sind sie nicht, aber Kennerinnen. Und wie goldlockigen Hirten, vielleicht schwarzborstigen Faunen, wie es bringt die Gelegenheit, über die schwellenden Glieder vollerteilen sie gleiches Recht.“ Satyrn von J. W. v. Goethe, um 1790

„Helena: Ein Ton scheint sich dem andern zu bequemen,
Und hat ein Wort zum Ohre sich gesellt,
Ein andres kommt, dem ersten liebzukosen. […]
So sage denn, wie sprech' ich auch so schön?
Faust: Das ist gar leicht, es muß von Herzen gehn.
Und wenn die Brust von Sehnsucht überfließt,
Man sieht sich um und fragt –
Helena: Wer mitgenießt.“ (9369–9380)
Der Chor besingt indessen die Frivolität der Frauen (siehe Bild rechts).

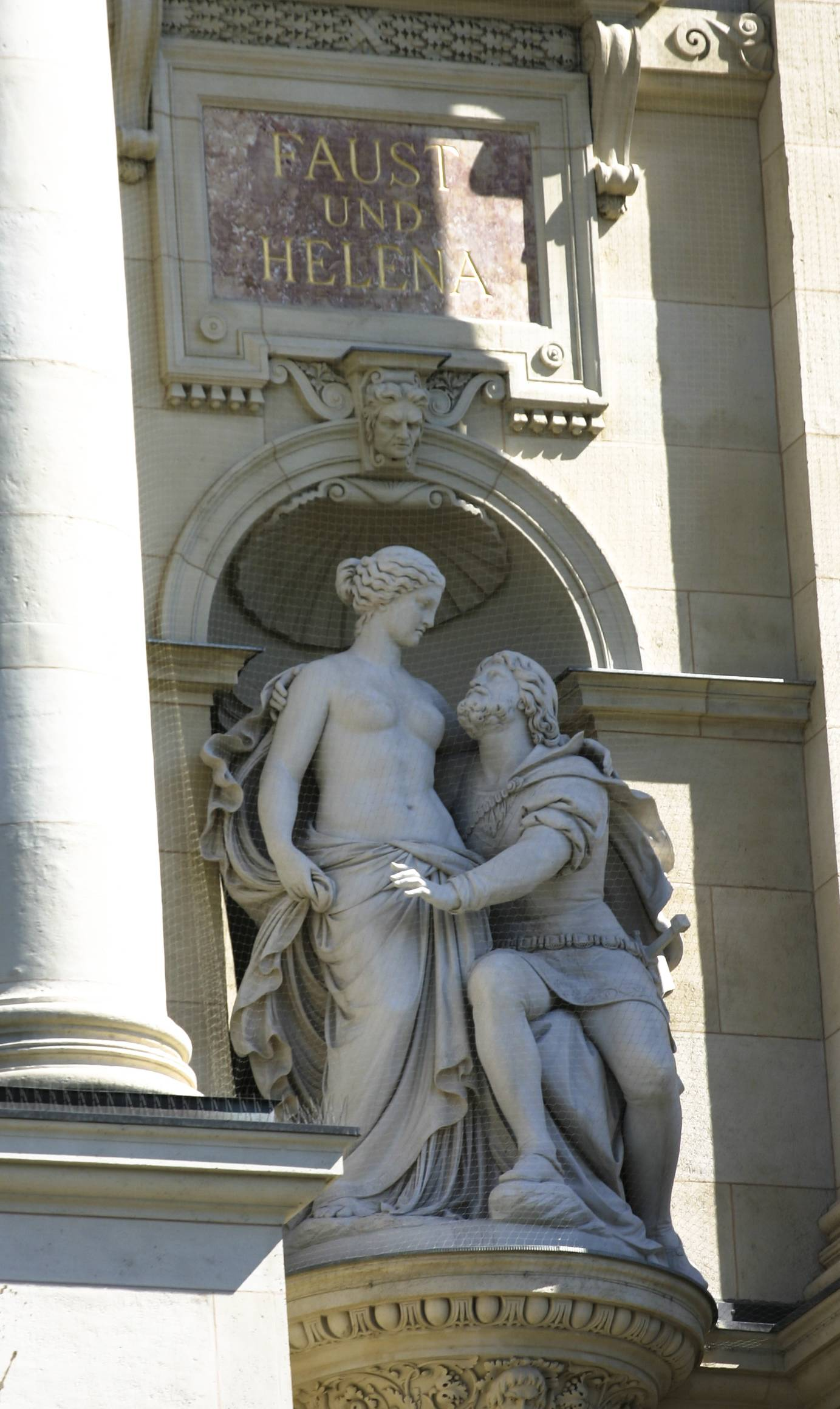
Faust und Helena, Statue am Kunsthistorischen Museum in Wien

- Schattiger Hain. Der Schauplatz wandelt sich durchaus. An einer Reihe von Felsenhöhlen lehnen sich geschloßne Lauben. Schattiger Hain bis an die rings umgebende Felsensteile hinan. Faust und Helena werden nicht gesehen. Der Chor liegt schlafend verteilt umher.

Phorkyas berichtet dem Chor von der Geburt Euphorions, der aus der Verbindung Fausts mit Helena – der schönen, personifizierten Destruktivkraft der Sexualität – hervorgeht. Euphorion stirbt kurze Zeit später bei einem übermütigen Flugversuch. Seine letzten Worte „Laß mich im düstern Reich, / Mutter, mich nicht allein!“ (9905–9906) schallen nach, woraufhin Helena Persephone auffordert, sie und den Knaben aufzunehmen. Während sich die Chorführerin Panthalis ebenfalls zum Hades aufmacht, verweilen die Chormitglieder in Arkadien, verwandeln sich jedoch in Naturgeister. Am Ende des Schlussgesanges, nachdem der Vorhang gefallen ist, sieht man, wie sich Phorkyas im Proszenium riesenhaft aufrichtet und als Mephisto zu erkennen gibt, um, falls nötig, im Epilog das Stück zu kommentieren.

### Vierter Akt
- Hochgebirg, starre, zackige Felsengipfel. Eine Wolke zieht herbei, lehnt sich an, senkt sich auf eine vorstehende Platte herab. Sie teilt sich. Faust tritt hervor.

Faust, der aus Arkadien weggetragen wurde, phantasiert beim Betrachten einer Wolke. In der abziehenden Kumuluswolke erscheint ihm noch einmal das antike Schönheitsideal („flücht'ger Tage großen Sinn“ (10054)). Der andere Teil der Wolke formt sich zur Cirrus-Bildung, in der sich ihm Gretchens „Seelenschönheit“ (10064) zeigt und „das Beste“ seines „Innern“ mit sich fort zieht.
Mephisto, der zur Fortbewegung einen Siebenmeilenstiefel nutzt („Das heiß ich endlich vorgeschritten!“, 10067), beginnt einen Diskurs über die Entstehung der Erdoberfläche, speziell des Hochgebirges, welches durch teuflische Gase geformt und geprägt worden sei. Faust wiederum äußert das Verlangen, von nun an weder weltliche Macht noch die Liebe einer Frau zu erlangen, ein höheres Ziel stellt für ihn dar, die Natur (speziell das Meer) zu kontrollieren. Dies soll in Form von Landgewinnung durch Einsatz von Dämmen und Kanälen durchzuführen sein.
Mephisto stellt Faust die drei Gewaltigen vor: Raufebold, Habebald und Haltefest, die den Sieg für den Kaiser erlangen und Fausts ehrgeizige Pläne der Landgewinnung verwirklichen sollen.
- Auf dem Vorgebirg. Trommeln und kriegerische Musik von unten. Des Kaisers Zelt wird aufgeschlagen. Kaiser. Obergeneral. Trabanten.

Mephisto und Faust treten ins Kriegsgeschehen ein und werden davon unterrichtet, dass nun ein polarisierender Gegenkaiser Krieg gegen den eigentlichen Kaiser führt und dessen Land zu erobern sucht. Die Schlacht, die zu Gunsten des Gegenkaisers auszugehen scheint, wird mit der Hilfe Mephistos und der drei Gewaltigen gewendet.
- Des Gegenkaisers Zelt. Thron, reiche Umgebung.

Kurz nach dem Sieg über den Gegenkaiser betreten die beiden Plünderer Habebald und Eilebeute das Zelt des besiegten Gegenkaisers, mit dem Ziel, die dort befindlichen reichen Schätze zu raffen. Beide werden allerdings bald von den vier Trabanten des Kaisers verjagt. Der Kaiser tritt mit „vier Fürsten“ auf, die er für ihre Verdienste belohnt, indem er das gewonnene Land unter ihnen aufteilt und sich somit von einem absoluten dynastischen Prinzip der Staatsführung abwendet. Nach ihnen folgt der Erzbischof, der Gaben für die Kirche einmahnt. Dem Erzbischof, der erkannt hat, dass der vorausgegangene Sieg über das Heer des Gegenkaisers nicht mit frommen rechten Dingen zugegangen ist, steht es nun frei, übermäßige Forderungen an den Kaiser zu stellen. Allerdings kann er nicht verhindern, dass Faust einen Bezirk am Strand zugesprochen bekommt.
Der mittelalterlich-frühneuzeitliche Wissenschaftler und Suchende, mit liebevoll-bewunderndem Hang zur griechischen Phantasie und Schönheit, wird ins Staats- und Herrschaftsleben gesetzt und muss jetzt, zum Tatmenschen gewandelt und zwischen Gemeinwohl und Eigennutz abwägend, handeln.

### Fünfter Akt
- Offene Gegend. Philemon und Baucis

Ein durch eine offene Gegend ziehender Wanderer erkennt eine kleine, von Linden umstandene Hütte, deren freundliche Bewohner ihn vor langer Zeit aufnahmen, als er, in Seenot geraten, Hilfe benötigte. Früher lag die Hütte der beiden Alten am Meer, heute ist das Meer nur noch in der Ferne an den Segeln der Schiffe zu erahnen.
Der Wanderer tritt ein und erkennt Baucis wieder, die, mittlerweile uralt, ihn seinerzeit freundlich aufnahm und pflegte. Auch ihr Gatte Philemon lebt noch. Er erzählt von den seltsamen Vorgängen, die sich seit dem ersten Besuch des Wanderers hier an diesem Ort zugetragen haben. In der Schilderung des Philemon und der anschließenden Wechselrede der beiden Alten erfährt der Wanderer (und mit ihm der Leser), dass der neue Herr des Landes – Faust, der aber ungenannt bleibt – vom Kaiser als Lohn für den Kampf gegen den Gegenkaiser mit dem Strand belohnt worden ist. Kaum im Besitz dieses Landes, ging man daran, dem Meer Land abzuringen.
Während die Arbeit tagsüber kaum vorankam, sah man des Nachts Flammen umherirren, wo am anderen Morgen bereits ein Damm stand. Die Erschaffung neuen Landes war offensichtlich nur mit Hilfe von technischen Neuerungen möglich, die für die Alten wie Zauberei wirkten. Die Hütte ist das letzte Gebäude aus alter Zeit, und selbst dieses möchte der neue Herr des Landes für sich haben, weshalb er die beiden Alten unter Druck setzt. Mit der Aufforderung Philemons, sich in die nahe Kapelle zum Gebet an den Gott der alten Zeit zurückzuziehen, endet die Szene.
- Palast. Weiter Ziergarten, großer gradgeführter Kanal. Faust im höchsten Alter, wandelnd, nachdenkend.

Lynkeus der Türmer beschreibt das neue, dem Meer entrissene Land als Idylle. Doch der Klang des Glöckchens in der Kapelle von Philemon und Baucis lässt Faust auffahren. Für ihn ist sein dem Meer entrissenes Land keine Idylle, solange die beiden Alten in ihrem kleinen Häuschen mit den alten Linden auf der Düne leben. Über dieses kleine Fleckchen Erde hat er kein Recht. Es ist seinem Zugriff entzogen. Dieser kleine Makel nagt an ihm so sehr, dass er sich seines neuen Landes nicht erfreuen kann. Nicht einmal die schönen Worte des Türmers mindern Fausts Verdruss, als Mephisto mit den „drei gewaltigen Gesellen“ – „Krieg, Handel und Piraterie, Dreieinig sind sie, nicht zu trennen“ (11187–11188) – auf einem voll beladenen prächtigen Kahn in den künstlichen Kanal einläuft. Mephisto erzählt von der erfolgreichen Fahrt, die aber weniger eine friedliche Handelsunternehmung als vielmehr eine mit kalter Rücksichtslosigkeit durchgeführte Kaperfahrt war. Enttäuscht von der unfreundlichen Begrüßung durch ihren Herrn schaffen die Drei die reiche Beute beiseite und lassen sich von Mephisto beschwichtigen, der ihnen ein großes Flottenfest in Aussicht stellt. Mephisto tadelt Fausts Ärger über Philemon und Baucis angesichts des bisher Erreichten. Schließlich verlangt Faust von Mephisto die Umsiedlung der beiden: „So geht und schafft sie mir zur Seite!“ (11275).
Auf ihrem Grundstück möchte er sich zwischen den alten Linden einen „Luginsland“ errichten lassen, um von dort aus seinen „Welt-Besitz“ zu genießen: „Dort wollt ich, weit umher zu schauen, Von Ast zu Ast Gerüste bauen, Dem Blick eröffnen weite Bahn, Zu sehn was alles ich getan“ (11243–11246).
- Tiefe Nacht

Lynkeus singt auf seinem Turm sein Lied „Zum Sehen geboren, / Zum Schauen bestellt“. Er preist darin die Schönheit der Natur und die Vollkommenheit der Schöpfung und all das, was er je sah. Nicht ganz ohne Selbstgefälligkeit rühmt er nicht nur seine besondere Fähigkeit, alles zu sehen, sondern auch sich selbst: „So seh ich in allen Die ewige Zier, Und wie mir's gefallen, Gefall ich auch mir“ (11296–11299).
Er unterbricht sein Lied, denn er erkennt in der Dunkelheit Funkenflug und Feuer. Das Häuschen von Philemon und Baucis steht in Flammen. Eindringlich beschreibt Lynkeus, wie die alten Linden, das Häuschen, die Kapelle und schließlich die Alten selbst ein Raub der Flammen werden: „Das Kapellchen bricht zusammen Von der Äste Sturz und Last. Schlängelnd sind, mit spitzen Flammen, Schon die Gipfel angefaßt“ (11330–11333). Hatte er sich noch eben seines großen Könnens stolz gerühmt, so bedauert er nun angesichts des schlimmen Unglücks so „weitsichtig“ zu sein.
Faust hört das Jammern des Türmers, tritt auf den Balkon hinaus und entdeckt ebenfalls das brennende Grundstück von Philemon und Baucis. Er bedauert den Brand nur insofern, als auch die Linden in Mitleidenschaft gezogen wurden, die ihm ja für seinen geplanten Aussichtsposten dienen sollten. Vom Balkon aus erkennt er auch das neue Haus, das er Philemon und Baucis großmütig als Ersatz zugedacht hat und in dem er die beiden, von seiner Großmut erfüllt, ihre Tage glücklich beschließen glaubt. Von Mephisto erfährt er allerdings eine andere Geschichte. Er und „die drei Gewaltigen“ Raufebold, Habebald und Haltefest drangen gewaltsam in das Haus der Alten ein und drohten ihnen. Da sie ihr kleines Häuschen nicht aufgeben wollten, wurden die beiden mit Gewalt „weggeräumt“. Der Schreck tötete sie. Der ebenfalls anwesende Wanderer, dem man in der Szene Offene Gegend begegnete, wehrte sich, konnte aber der Gewalt nichts entgegensetzen und fiel. Im Getümmel fing das Haus Feuer: „Von Kohlen, ringsumher gestreut, Enflammte Stroh. Nun lodert’s frei, Als Scheiterhaufen dieser drei“ (11367–11369). Wütend fährt Faust Mephisto und seine Gesellen an: „Wart ihr für meine Worte taub! Tausch wollt ich, wollte keinen Raub“ (11370–11371). Er schiebt die Verantwortung für den Tod der drei auf Mephisto und die drei Gewaltigen. Allerdings hatte Faust in seinem Befehl zur Umsiedlung von Philemon und Baucis nicht von „Tausch“ gesprochen. „So geht und schafft sie mir zur Seite!“ waren seine Worte. „Rauch und Dunst“ steigen von den noch schwelenden Resten des Brandes auf und schweben hinan zu Faust.
- Mitternacht

„Vier graue Weiber“ treten auf. Hier wird die Handlung von außen nach innen verlagert, und Faust soll sich von der Magie lösen: „Nimm dich in Acht und sprich kein Zauberwort“. Die Begegnung mit den alten Weibern Mangel, Not und Schuld beeindruckt Faust nicht, sein Bund mit Mephisto garantiert ihm Wohlstand und Gesundheit. Nur die Sorge kann ihn erreichen, lässt ihn erblinden und reduziert ihn auf seine Innenwelt.
- Großer Vorhof des Palasts

Mittlerweile hundert Jahre alt und blind, hält Faust die lärmenden Lemuren, die ihm das Grab schaufeln, für seine Arbeiter, die einen Deich errichten sollen, mit dem er dem Meer Land für Besitzlose abgewinnen will: „Eröffn’ ich Räume vielen Millionen, Nicht sicher zwar, doch tätig frei zu wohnen. (11563–11564) […] Solch ein Gewimmel möcht’ ich sehn, Auf freiem Grund mit freiem Volke stehn“ (11579–11580). Im Streben nach dem „höchsten Dasein“ hat Faust seinen Egoismus überwunden. Er will nun seine Fähigkeiten für das Wohl der Bedürftigen einsetzen, von denen viele Millionen existieren. Mit dieser späten Sinnfindung kann Faust sich endlich akzeptieren und sicher sein, durch eine solche Großtat der Nachwelt im Gedächtnis zu bleiben. Glücklich bekennt er: „Zum Augenblicke dürft’ ich sagen: Verweile doch, du bist so schön! Es kann die Spur von meinen Erdentagen Nicht in Äonen untergehn. – Im Vorgefühl von solchem hohen Glück Genieß’ ich jetzt den höchsten Augenblick“ (11581–11586).
Mit dem Ausspruch der alten Schwurformel „Zum Augenblicke dürft’ ich sagen: Verweile doch, du bist so schön!“ verliert er die Wette nicht, da der Konjunktiv (Irrealis) „dürft’“ andeutet, dass Faust dies gerne sagen würde, es jedoch nicht tut. Seinem Tod aber entgeht er nicht.
- Grablegung

Die Grablegung hat Goethe als Posse gestaltet. Mephisto kommt vor dem toten Faust auf den blutunterzeichneten Vertrag zu sprechen und befürchtet, leer auszugehen, auf den fehlenden Höllenglauben der Protestanten anspielend („Auf altem Wege stößt man an, / Auf neuem sind wir nicht empfohlen“). Der Chor der Himmlischen Heerscharen fordert, Sündern zu vergeben. Der Teufel geht beunruhigt näher an das Grab heran, um Fausts Seele nicht entwischen zu lassen. Der Chor der Engel tritt auf und streut Rosen, die auf magische Weise Liebesgelüste bei Mephistopheles auslösen. Seine Gehilfen, die Lemuren, „stürzen ärschlings in die Hölle“ (11738). Mephistopheles ist nun mit den Engeln allein. „Sie wenden sich. – Von hinten anzusehen! – Die Racker sind doch gar zu appetitlich“ (11799–11800).
Als Mephistopheles wieder zur Besinnung gekommen ist, haben die Engel Fausts Seele mit sich genommen, und er klagt: „Die hohe Seele, die sich mir verpfändet, Die haben sie mir pfiffig weggepascht“ (11830–11831).

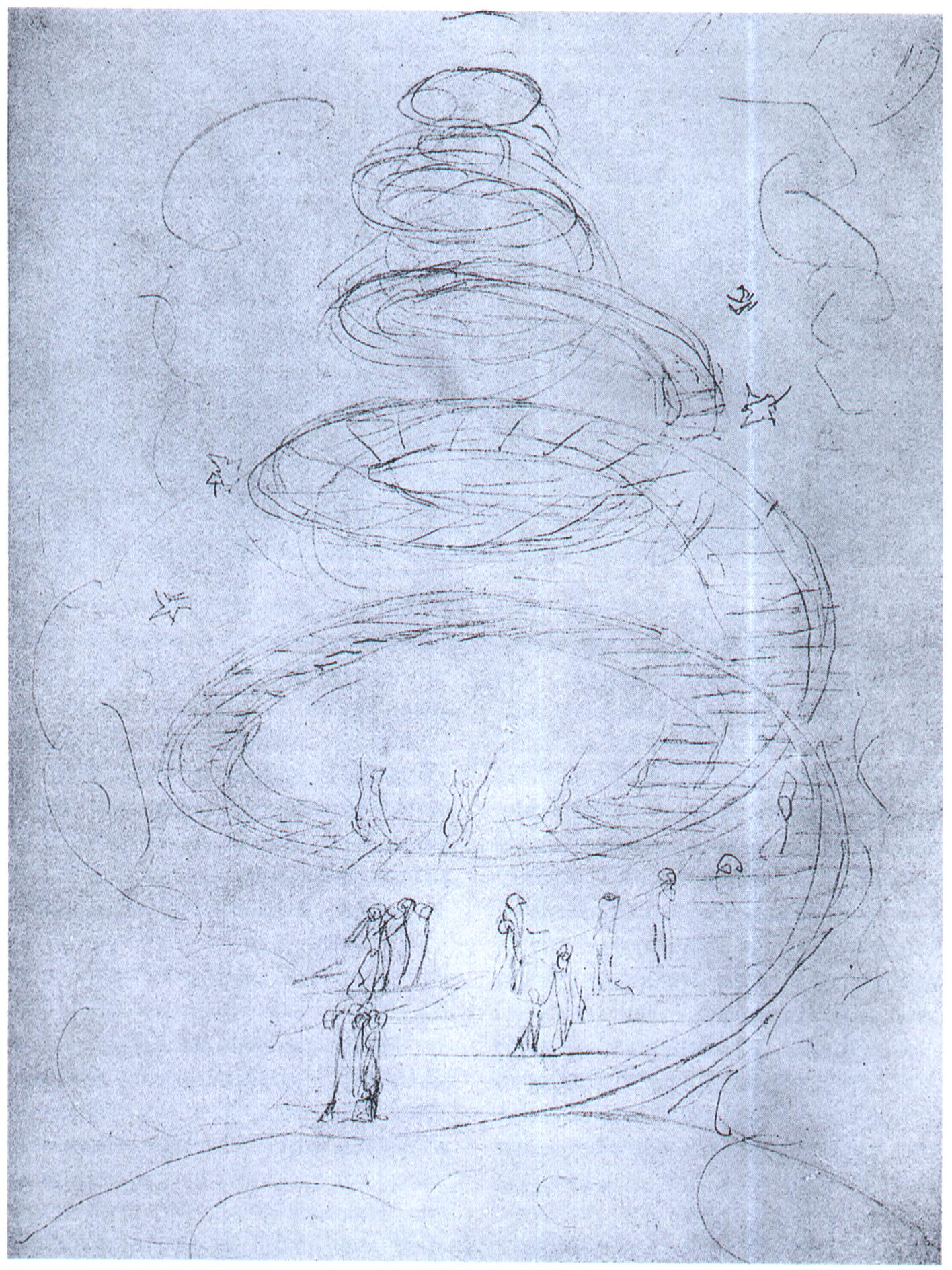
Engel (schwebend in der höheren Atmosphäre, Faustens Unsterbliches tragend): „Gerettet ist das edle Glied der Geisterwelt vom Bösen, wer immer strebend sich bemüht, den können wir erlösen. Und hat an ihm die Liebe gar von oben teilgenommen, begegnet ihm die selige Schar mit herzlichem Willkommen.“
Dantes Himmelsspirale von (W. Blake 1824/27)

- Bergschluchten. Wald, Fels, Einöde. Heilige Anachoreten gebirgauf verteilt, gelagert zwischen Klüften.

Die in den Bergschluchten verteilten Anachoreten (klösterliche Einsiedler) reflektieren über die Liebe und das Leben. Ihre Äußerungen repräsentieren verschiedene Haltungen innerhalb des Glaubens und der Theologie: Rationalität, Ekstase und liebevolle Hingabe. Ein Chor seliger Knaben (Mitternachtsgeborne, die kurz nach der Geburt verstorben sind) durchschwebt die Szene und wird von dem Anachoreten Pater Seraphicus in sich aufgenommen, um durch ihn zu den höchsten Gipfeln aufzusteigen und sie zu umkreisen.
Über den Anachoreten erscheinen drei Engel, die Faustens Unsterbliches tragen. Sie werden von den seligen Knaben empfangen und begrüßt. Sie berichten von Fausts Errettung: „Wer immer strebend sich bemüht, den können wir erlösen“ (11936–11937).
Die ,Mater gloriosa‘ schwebt ein, begleitet von drei biblisch-legendarischen Büßerinnen und Una Poenitentium („sonst Gretchen genannt“). Die Mater gloriosa fordert Gretchen auf, sich mit ihr zu höheren Sphären zu erheben. Faust bleibt vorerst zurück, doch: „Wenn er dich ahnet, folgt er nach“ (12095). Doctor Marianus betet um Gnade der „Jungfrau, Mutter, Königin, Göttin“ (12101 f.).
Der Chorus mysticus beschließt das Drama: „Alles Vergängliche Ist nur ein Gleichnis; Das Unzulängliche, Hier wird's Ereignis; Das Unbeschreibliche, Hier ist's getan; Das Ewig-Weibliche Zieht uns hinan“ (12104–12111).
Diese Szene wurde als Seelenreinigung Fausts in Anlehnung an den Neuplatonismus gedeutet, da auch dort die jenseitige Welt nach einem triadischen Prinzip geordnet ist, welches in den drei verschiedenen Ebenen der Szene wiedererkennbar ist. Die verwendeten Motive entstammen zwar der christlichen Tradition, sie sind hier jedoch metaphorisch zu verstehen.
Die oft gedeuteten vieldeutigen Schlussverse des Chorus Mysticus können teilweise als metasprachliche Äußerungen interpretiert werden. Das Ewig Weibliche kann als das Prinzip der Liebe betrachtet werden, welches dem Ewig-Männlichen, dem faustischen Titanismus entgegengesetzt ist. Darüber hinaus lässt sich das Schlussbild als Anspielung auf die antiken Isis-Mysterien verstehen, in welchen dem Eingeweihten die Geheimnisse der Göttin Isis durch die „Epoptie“ (die „Schau“) offenbart wurden. Entsprechend will Doctor Marianus der Mater gloriosa „Geheimniß schauen“ (12000). Außerdem betitelt er sie als „Göttin“ (12100) und „Himmelskönigin“ (11995), wie die Isis gleichermaßen vom Protagonisten in Apuleius’ "Der goldene Esel" (einem für das Mysterienverständnis der damaligen Zeit zentralen Text) angerufen wird.

## Resümee ausFaust IundFaust II
Drei Engel verkünden am Schluss von Faust II das Urteil über Faust: „Wer immer strebend sich bemüht, den können wir erlösen“ (11936 f.). Implizit enthält der Spruch auch die Begründung für Fausts Errettung: Weil er sich strebend bemüht habe, könne er erlöst werden.
Es drängt sich der Eindruck auf, dass das von den Engeln verkündete Urteil auf den „Herrn“ (Gott) zurückzuführen sei, der mit dem „wir“ der Engel (mit)gemeint sei, und dass Faust tatsächlich, wie er es im „Prolog im Himmel“ in Faust I vorhergesagt hat, „sich des rechten Weges wohl bewusst“ (329) gewesen sei und diesen letztlich auch nicht verlassen habe.

### Einwände gegen das Urteil
1824 kritisiert Karl Friedrich Göschel scharf Fausts „Begnadigung“: Eine „solche Erlösung, wie sie hier der Dichter statt Gottes dem Sünder zu Theil werden läßt“, sei „als eine Unsittlichkeit anzusehen“. Dabei wird vorausgesetzt, dass eine „Erlösung“ eine positive moralische Bewertung des zu Erlösenden voraussetze.
Aus der Sicht von Kritikern wie Göschel, die den Standpunkt des etablierten Christentums vertreten, ist Fausts „Sündenregister“ lang:
- Faust glaubt nicht an die Auferstehung Jesu Christi und daran, dass dessen Tod und Auferstehung die Menschheit gerettet habe (765).
- Eine nostalgische Gefühlsaufwallung, nicht aber die Einsicht, dass der Suizid eine Todsünde sei, hindert Faust daran, einen giftigen Trank auszutrinken (769 f.). Was das Fehlen derartiger Skrupel anbelangt, gleicht Faust Goethes Figur Werther, der in seinen Äußerungen ebenfalls den Suizid nicht als Todsünde thematisiert.
- Faust ist nicht bereit, seine sexuelle Begierde zu zügeln (2636 ff.), und gibt auf Gretchens Frage (3415) keine klare Antwort, um den Erfolg seiner Bemühungen um Gretchen nicht zu gefährden. Er stürzt sie ins Unglück, indem er sie schwängert und anschließend im Stich lässt. Für Gretchens Verzweiflungstat, die Tötung ihres Kindes, ist er mitverantwortlich.
- Faust ist an der Tötung von Gretchens Mutter beteiligt und für den Tod ihres Bruders Valentin verantwortlich.
- Auch an dem Tod von Philemon und Baucis trägt Faust zumindest eine Mitschuld.
- Seine Geschäfte sind dubios. Mephistos Behauptung, man könne generell Handel schwer von Piraterie unterscheiden (11187 f.), widerspricht Faust nicht.
- Die schlimmste aller Sünden Fausts besteht darin, dass er sich mit Mephisto eingelassen hat.

Zu erwarten wäre also, so Goethes Kritiker, eine „Höllenfahrt“ Fausts nach dessen Tod. In den ersten Bearbeitungen des Fauststoffs, bis hin zu Christopher Marlowes Drama Die tragische Historie vom Doktor Faustus endete die Geschichte tatsächlich mit Fausts „Höllenfahrt“. Erst Gotthold Ephraim Lessing kam bei der Konzeption eines nie zu Ende ausgearbeiteten „Faust“-Dramas auf die Idee, dass Faust wegen seines Engagements für den Erwerb von Wissen begnadigt werden sollte.

### Rechtfertigung des Urteils
Es können drei bzw. vier Erklärungsansätze für die Wendung ins Positive am Schluss der „Tragödie“ abgeleitet werden:
„Option 1: Der Erlösung von Faust liegt eine apokatastasis panton zu Grunde, derzufolge alle Kreaturen, auch der Teufel, im Sinne einer ‚Wiederbringung Aller‘ von Gott in den Schöpfungskreislauf wieder aufgenommen werden.

Option 2: Faust wird erlöst, weil sein Tatendrang zu keinem Zeitpunkt erschlafft und ihm trotz seiner zahlreichen Verbrechen nach seinem Tod ein Fortwirken als entelechische Monade nicht verwehrt wird.

Option 3a: Faust wird erlöst, weil ihm das Ewig-Weibliche als christlich-ethisches Prinzip der Liebe und Gnade zu Hilfe eilt und ihn, da er selbst einmal geliebt hat, zu höheren Sphären führt.

Option 3b: Das Ewig-Weibliche wird als ein schöpferisches Urprinzip bzw. als Teilhabe des Weiblichen am Schöpfungskreislauf aufgefasst, in den auch Faust am Ende wieder aufgenommen wird. Dieser Option liegt eine panentheistische Weltsicht zu Grunde, da sie Natur als ewig wirkend denkt.“
Lediglich in Option 3a wird Fausts Erlösung als Akt der „Gnade“ verstanden, wobei aber unklar bleibt, von wem diese Gnade ausgeht, da der „Herr“, der im „Prolog im Himmel“ in Faust I persönlich auftritt, am Schluss von Faust II nicht in Erscheinung tritt. Auch in der dritten Person ist von ihm nicht explizit die Rede, nicht einmal in Form einer Floskel wie: „Im Namen des Herrn“, die man als Einleitung eines Urteilsspruchs erwarten würde.
Wolfgang Wittkowski interpretiert den Begriff Erlösung als „technische[n] Prozeß des Scheidens, Reinigens. Fausts ‚Geisteskraft‘ wird gleichsam wiederaufbereitet, um ‚rein‘ zurückzukehren ins ‚Werdende, das ewig wirkt und lebt‘ (346)“. Die Begriffe „guter Mensch“ und „via recta“ haben Wittkowski zufolge „nichts zu tun mit Lieben im ethischen Sinn oder nur mit Fausts Potential dazu“.
Gegen die These, es gehe am Schluss von Faust II nicht um eine Erlösung Fausts durch die Gnade Gottes, spricht eine Gesprächsnotiz von Johann Peter Eckermann:
„In diesen Versen [(11934–11941)]“, sagte er [(Goethe)], „ist der Schlüssel zu Fausts Rettung enthalten. In Faust selber eine immer höhere und reinere Tätigkeit bis ans Ende, und von oben die ihm zu Hilfe kommende ewige Liebe. Es steht dieses mit unserer religiösen Vorstellung durchaus in Harmonie, nach welcher wir nicht bloß durch eigene Kraft selig werden, sondern durch die hinzukommende göttliche Gnade.“

## Interpretationen

### Hindernisse
„Von (…) den Schwierigkeiten der Deutung gibt die Tausende von Titeln umfassende Bibliographie der Interpretationen, Teilanalysen, Übersetzungen (…) einen Eindruck.“
Nach Victor Lange hat sich kein Werk der Weltliteratur so sehr der Interpretation entzogen wie Goethes Faust. Neben dem Umfang von Faust I und Faust II mit zusammen 12.000 Versen und neben den vielen Anspielungen auf Geschichte, Wissenschaft und Mythologie gibt es weitere wichtige Hürden der Interpretation: insbesondere der zweite Teil fordert wegen seiner „labyrinthischen Topographie des Textes ein ungewöhnliches Maß an Umsicht und Wissen“. Darüber hinaus hat Goethe wissentlich zu diesen Verständnishürden beigetragen: Er erwähnt 1827 in einem Brief an K. J. L. Iken, dass er mit Faust II das Mittel des Dramas gewählt habe, um so „den geheimeren Sinn dem Aufmerksamen zu offenbaren“, „da sich manches unserer Erfahrungen nicht rund aussprechen und direkt mitteilen läßt.“ Goethe vermutet, dass, „wer sich nicht etwas umgetan hat und einiges erlebt hat [...] nichts damit anzufangen wissen“ wird. Er war zufrieden, in den Text viel „hineingeheimnisst“ zu haben (so im Brief an seinen Freund Carl Friedrich Zelter vom 26. Juli 1828) und hat das Werk nach eigner Darstellung so konzipiert, dass „alles zusammen ein offenbares Rätsel bleibe, die Menschen fort und fort ergetze und ihnen zu schaffen mache“ (so im Brief an Zelter vom 1. Juni 1831).
Zudem hat Goethe das Manuskript vor seinem Tod 1831 versiegeln lassen mit der Anweisung, es erst nach seinem Tod zu öffnen – nicht einmal seinen Freunden hat er den vollständigen Text gezeigt. Das weist auf eine besondere Bedeutung des in mehr als 30 Jahren geschaffenen Werks für das Selbstverständnis seines Autors hin. Im Zusammenhang mit seiner Trennung von Lili Schönemann schrieb Goethe in seiner Autobiografie: „Hier war ich zum ersten Mal schuldig.“ Dieses „zum ersten Mal“ rückt nicht nur das Gretchen-Drama in einen Kontext der Schuld und nachträglichen Rechtfertigung: Der Faust könnte eine poetische Bearbeitung seiner Lebenskrisen und Wirkungsbereiche sein, die in Faust I mit der Abgrenzung von einer dogmatischen, eher scholastischen Wissenschaft und der Bearbeitung seiner ersten großen Liebe beginnt, und sich in Faust II seinen anderen Tätigkeiten und ihrem poetologischen und philosophischen Hintergrund widmet:  „Was die Vollendung des Werks, das in den letzten Jahren immer wieder in seinem Tagebuch das ´Hauptgeschäft´ genannt wurde, für Goethe bedeutete, bezeugen Briefe aus dieser Zeit und die Gespräche mit Eckermann; hier heißt es (6.6.1831): Mein ferneres Leben kann ich nunmehr als reines Geschenk ansehen (…).“

### Deutungen
„Goethes Faust entstand in einem sechs Jahrzehnte währenden, zeitweise auf Jahre unterbrochenen, nicht überall eindeutig zu erhellenden Schaffensvorgang; Partien des zweiten Teils (…) waren schon angelegt, als der Dichter noch am ersten arbeitete.“ Schon für das Verständnis von Faust I ist wichtig, dass die letztliche Belohnung der Faust-Figur durch seine Aufnahme in den Himmel  am Ende von Faust II relativ früh feststand. Denn in wichtigen Akten und Szenen sind der erste und der zweite Teil des Faust parallel konzipiert und, mit kürzeren und längeren Pausen, nach und nach ausgearbeitet worden. Der erste Teil wurde zwar 1808 und damit 24 Jahre vor dem zweiten Teil veröffentlicht, aber „schon um 1800“, also acht Jahre vor der Veröffentlichung von Faust I, arbeitete Goethe am zentralen 3. Akt von Faust II und beschäftigte sich mit Fausts Tod für das Ende des ganzen Werks: allerdings habe er „nur die mir gerade interessantesten Stellen durchgearbeitet.“ Das Ende von Faust I (Regieanweisung: Mephisto „verschwindet mit Faust“) und das Ende von Faust II (die Engel „entführen Faustens Unsterbliches“ in den Himmel) wurden demnach perspektivisch verbunden erdacht: Seiner Entstehung nach ist der Faust ein zusammenhängendes Werk mit einem für Fausts Seele letztlich, trotz allem, positiven Ausklang.
Goethe beschäftigte sich im Faust mit dem für das 19. Jahrhundert neuen Thema der Dynamik in Natur und Gesellschaft, das gleichzeitig Hegel in der Philosophie, später auch Darwin in der Biologie, Marx in der Ökonomie und Wagner in der Musik auf jeweils ihre Weise zum Thema gemacht haben. Das Zentralmotiv des Faust ist das irrende, rastlose menschliche „Streben“, das durch die Mitwirkung Mephistos, dem Alter Ego der Faust-Figur, immer wieder Katastrophen auslöst. Oswald Spengler sah im Faust vor allem eine Darstellung der  technologischen Beherrschung und Ausbeutung der Natur durch die Anwendung von Naturgesetzen, die er kritisch als „faustisch“ bezeichnete. Für Walter Hinderer formuliert der Faust eine extreme Kritik an der zeitgenössischen Kultur, wobei in der Schlussszene von Faust II, in der Himmelfahrt Fausts, die Schattenseite dieser Kultur mit einem humanistischen Menschheitsideal versöhnt werde.  Faust sei „zum problematischen Vertreter des genialen Menschen geworden“: Faust als „Person“, als „denkendem Subjekt“ stünden fast alle anderen nur als Objekte, als „passive Masse“ gegenüber und würden Rohmaterial seiner Ideen, deren Realisierung durch Mephisto immer wieder zu Katastrophen führen. Der ganze Faust mit dieser Apologie des rücksichtslosen, auch über Leichen gehenden Strebens und seiner paradiesischen Belohnung war wegen seines Mangels an moralischer Selbstkontrolle ein „geistiges Ärgernis des (19.) Jahrhunderts.“ Die „Selbstverstrickung in Schuld bei redlichstem Wollen“ sei uns aber nicht fremd – heute würde ein Faust mit vergleichbaren Eingriffen in Natur und Gesellschaft als Technokrat verstanden und kritisiert werden.
Dass Teile des Stoffs nach wie vor aktuell sind, zeigt die Lektüre von Goethes Faust II in ökonomischer Sicht durch den ehemaligen Chef der Deutschen Bank Josef Ackermann. Ackermann beleuchtet dabei insbesondere die Magie, die in der Geldschöpfung stecke, und beschäftigt sich mit dem Wandel von Lehen, die man als Eigentum behandeln und „gebrauchen, aber auch verbrauchen, ausplündern, zerstören“ könne. Mit den von seinem Strandlehen ausgelösten Allmachtsphantasien Fausts befasse sich Goethe, der in dem Werk seine ökonomischen Erfahrungen aus zehn Jahren als Finanz- und Wirtschaftsminister am Weimarer Hof und seine umfangreichen Studien der Ökonomie verarbeite. Nach Karl-Heinz Brodbeck reflektierte Goethe insbesondere Erfahrungen, die während der Französischen Revolution mit der Inflation des Papiergelds, den Assignaten und den Territorialmandaten, gemacht wurden.

## Inszenierungen von Faust II (Auswahl)
- 1852 – Eckermann richtete eine weitgehend authentische und vollständige Fassung des für unspielbar gehaltenen Stücks für die Bühne ein, indem er es in drei Teile gliederte: Faust am Hofe des Kaisers, der 1. Akt, wurde am 20. Oktober 1852 einmalig anlässlich des 50-jährigen Dienstjubiläums des Komponisten Eberwein – der den musikalischen Rahmen verfasste – gegeben. Die beiden restlichen Teile Faust und Helena und Faust’s Tod wurden erst nach dem Tode Eckermanns zweimal – am 24. Juni und am 28. September 1856 – in Weimar aufgeführt.
- 1875/76 – Uraufführung, inklusive des posthum 1832 veröffentlichten zweiten Teils im Hoftheater zu Weimar unter der Regie von Otto Devrient mit der Musik von Eduard Lassen.[33] Das festliche Erlebnis unter dem Titel Goethes Faust als Mysterium in zwei Tagwerken dauerte – trotz drastischen Streichens im 2. Teil – von 6 bis 11 1/2 h. Zitat Gustav von Loeper: „Die wiederholten Aufführungen des zweiten Theils in neuerer Zeit lassen die ungeheure Bedeutung der Anschauung erkennen. Dies Vermag mit einem Schlage die Schwierigkeiten des Verständnisses beseitigen; sie stellt alles Einzelne in das richtige Licht, verbindet es zu einem Ganzen und giebt Allem Physiognomie und das normale Verhältniß. Gesehen haben ist eben wissen. Leute aus dem Volke, Frauen, welche beim Lesen des Stückes nicht über die ersten Seiten hinaus gelangen konnten, fühlten sich gefesselt und bewegt von der Anschaulichkeit und Bildlichkeit der Scenen, von der Eindringlichkeit, dem Witz und der Weisheit, der Kraft und der Klarheit des Worts. Hochgebildete erlebten einen Tag von Damaskus.“[34] Diese Fassung, die Devrient drucken ließ und auch in Berlin, Köln und Düsseldorf zur Aufführung brachte, hatte noch einen starren dreigliedrigen Bühnenbau. Zusätzliche Aufbauten waren für schnelle Szenenwechsel erforderlich. Übrigens ist dies der erste Weimarer Faust seit 1829. Egon Friedell schrieb über die „Weimarer Schule“: „Goethe und Schiller haben…eine geradezu schreckliche Art des Theaterspielens über Deutschland verbreitet … Goethes Grundmaxime lautete: ‚der Schauspieler soll stets bedenken, daß er um des Publikums willen da ist‘; infolgedessen solle er nicht ‚aus mißverstandener Natürlichkeit‘ so spielen als wenn kein Dritter dabei wäre. […] in einer Weise wörtlich genommen, veräußerlicht und überspannt, die ans Unbegreifliche grenzt. Die Darsteller mußten stets einen anmutigen Halbkreis bilden, durften nie nach dem Hintergrund sprechen, niemals dem Zuschauer den Rücken, ja auch nur das Profil zeigen. Das Hauptgewicht wurde auf kultivierten Vortrag gelegt: eine übertrieben deutliche Artikulation, die die Persönlichkeit des Schauspielers und den Charakter der Figur verwischt, und eine Art singende Deklamation, die man für den Höhepunkt der Schönheit hielt, kurz, es war die Reduktion der Schauspielkunst auf bloße Rezitation und eine Anzahl fixer Repräsentationsgesten;…“

- 1909/11 – Max Reinhardt nutzte am Deutschen Theater in Berlin die neue Drehbühne für beide Teile des Faust. Zunächst von 14 Uhr bis 1 Uhr des nächsten Tages gespielt, dauerte die Aufführung von Faust II nach einigen kürzenden Strichen schließlich acht Stunden.

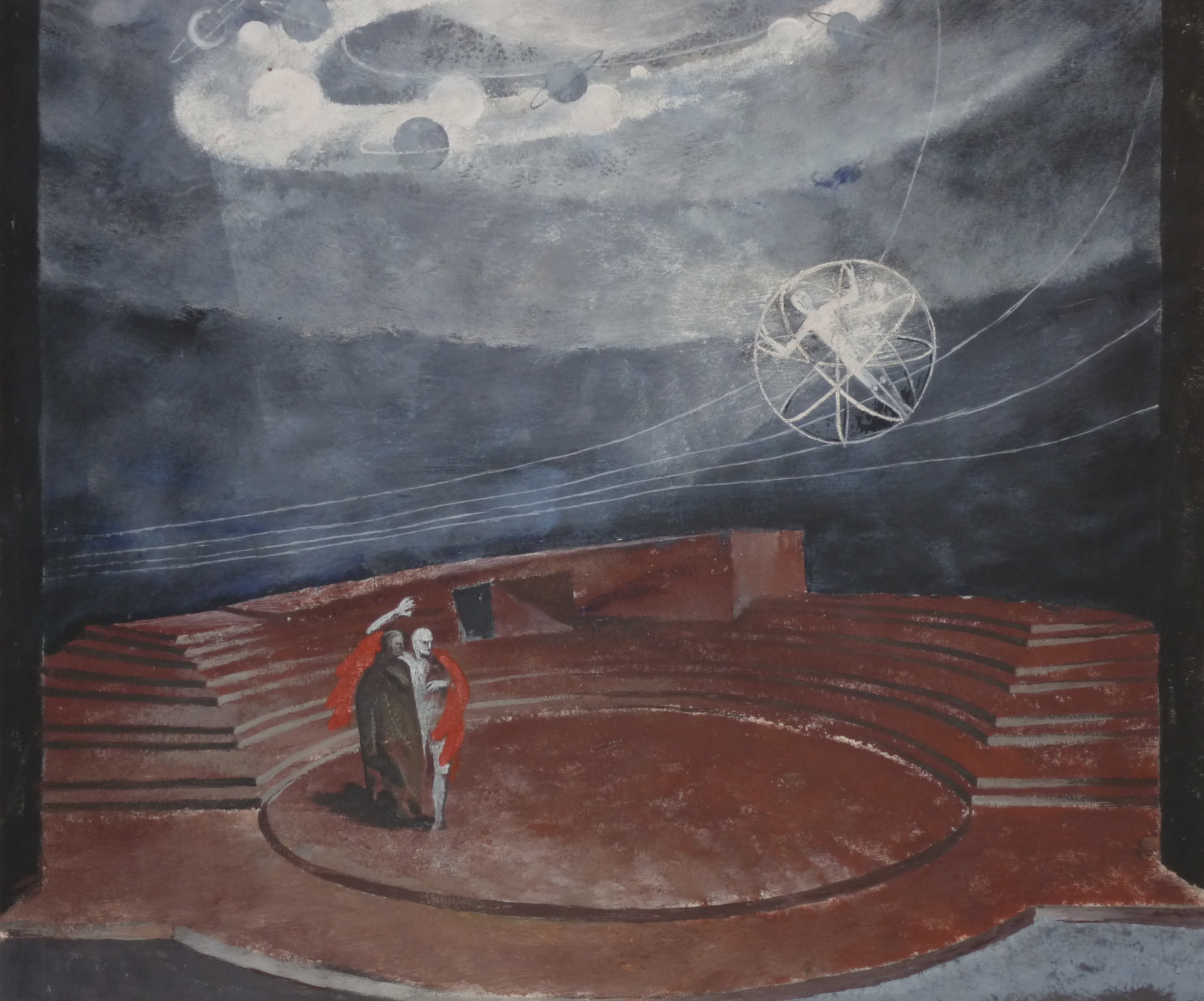
Bühnenbildentwurf von Helmut Jürgens für Faust. Der Tragödie zweiter Teil. Aufführung Kammerspiele München 1949

- 1938 – Aufführung beider Teile an sieben Tagen, ungekürzt im Goetheanum in Dornach (Schweiz), inszeniert von Rudolf Steiners Witwe Marie Steiner. Seither wurde es dort in unregelmäßigen Abständen 75 Mal ungekürzt gespielt, zuletzt 2017 in der Inszenierung von Christian Peter. Eine Besonderheit der Dornacher Inszenierungen ist der Einsatz der Eurythmie.

- 1957/58 – Im Deutschen Schauspielhaus in Hamburg erfolgte unter der Regie und Intendanz (ab 1955) Gründgens’ die Neuinszenierung des Faust mit Will Quadflieg (Faust), Gustaf Gründgens (Mephisto), Ella Büchi (Gretchen), Elisabeth Flickenschildt (Marthe), Max Eckard (Valentin), Eduard Marks (Wagner), Uwe Friedrichsen (Schüler). Gustaf Gründgens erarbeitete sich mit seinem Bühnenbildner Teo Otto Schritt für Schritt die entrümpelte Fassung. Beide bekannten sich zu ihrer „Einfallslosigkeit“ und zeigten die Bühne als nacktes Gerippe. Gründgens entwickelt seine Konzeption anhand des Vorspiels auf dem Theater. Entsprechend war alles (Himmel, Hölle, große oder kleine Welt) die Welt des Theaters. Diese gefeierte Neufassung beider Teile (?) gastierte auch in Moskau und wurde 1960 mit größten Erfolg verfilmt. Lediglich in der DDR wurde der zweite Teil negativ gesehen (Faust als kapitalistischer Ausbeuter). Damit begannen in der DDR die Bemühungen, Faust II zu übertreffen.

- 1965 – Kayser inszenierte in Leipzig.

- 1965/1967 – Fritz Bennewitz inszenierte in Weimar.

- 1977 – In Stuttgart inszenierten Claus Peymann, Achim Freyer und Hermann Beil einen frivolen Spieltext. Faust I und II an zwei Tagen als zusammenhängendes Stück zur Geschichte des Heraustretens aus dem Mittelalter bis zur Entwicklung des Bürgertums. Das Bühnengerüst war zum Teil dreistufig. Ganz oben residierte der Herr mit seinen Engeln, Fausts Welt blieb zunächst dunkel. Die Beleuchtungstechnik erschloss beispielsweise die Gretchen-Szenen. Alle Szenen wurden durch Striche gekürzt mit Ausnahme der Zueignung und des Prologs im Himmel. Die Vorstellungen des Faust waren in Stuttgart zwei Jahre ausverkauft. Große Teile des jugendlichen Publikums umjubelten die Darsteller. Als Peymann Stuttgart 1979 aus politischen Gründen verlassen musste, lagen so viele schriftliche Bestellungen vor, dass der Faust fünf Jahre hätte gespielt werden können. Martin Lüttge (Faust), Therese Affolter (Gretchen).

- 1990 – Wolfgang Engel inszenierte zur Neueröffnung des Dresdner Schauspielhauses einen Faust für drei Abende unter Einbeziehung fremder Texte. Zitat Bernd Mahl: „So gab es zuhauf Einschübe in der Walpurgisnacht, die im Treppenhaus eines typischen Plattenbau-Hochhauses spielt; die Gemeinschaft oder einzelne Personen grölen fröhlich schunkelnd mehrere Bierzelt-Volkslieder.“[34] Im dritten Akt spielten die Freunde der italienischen Oper als Band von Euphorion auf, der von R.J.K.K. Hänsch gespielt wurde.[35][36]

- 2000 – Faust-Projekt von Peter Stein: erste ungestrichene Gesamtaufführung beider Teile durch ein Berufstheaterensemble – mit Bruno Ganz als „alter“ und Christian Nickel als „junger“ Faust. Johann Adam Oest und Robert Hunger-Bühler teilten sich die Rolle des Mephisto. Dorothee Hartinger gab die Margarete. Insgesamt waren 80 Mitarbeiter, davon 33 Ensemble-Schauspieler beschäftigt. Sponsoren: EXPO 2000, Deutsche Bank, DaimlerChrysler, Mannesmann, Ruhrgas, die Deutsche Bundesregierung, der Berliner Senat, die Stadt Wien und 850 Privatsponsoren. Premiere am 22./23. Juli und Serie bis 24. September 2000 auf der EXPO 2000 in Hannover, Gastspiel in Berlin (21. Oktober 2000 bis 15. Juli 2001) und Wien (8. September bis 16. Dezember 2001). Die Aufführungsdauer (incl. Pausen) betrug 21 Stunden, reine Spielzeit 15 Stunden, aufgeteilt auf 3 Wochenend- bzw. 6 Abendvorstellungen, in eigens für dieses Großprojekt adaptierten Hallen. In den beiden Spielhallen wurden 18 unterschiedliche Bühnenräume realisiert, zwischen denen das Publikum gehend wechselte. Der einheitliche Eintrittspreis betrug 233 €. Der Regisseur Peter Stein, selbstkritisch, fünf Jahre nach dem 15 Mio. € Großprojekt: „Du gehst in die dritte oder vierte Vorstellung und siehst, was das für ein Schrott ist.“[37]

- 2007 – Am Staatstheater Meiningen inszenierte Intendant Ansgar Haag Faust I + II mit Hans-Joachim Rodewald (alter Faust), Peer Roggendorf (junger Faust), Roman Weltzien (Mephistopheles). Ekkehart Krippendorff titelte seine Besprechung in der Wochenzeitung Freitag 26 vom 29. Juni 2007: „Welttheater in Südthüringen. Ansgar Haags politisch-kritische Faust-Inszenierung zeigt Goethes Helden als Inkarnation des europäischen Machtmenschen.“ Dieser Doppelabend wurde unter der Schirmherrschaft des Bundespräsidenten Horst Köhler mit dem Land-der-Ideen-Preis ausgezeichnet. Durch die Novapol Fernsehgesellschaft Berlin-Weimar wurden beide Teile vom 14. bis 17. April 2008 für das Fernsehen aufgezeichnet. Der Verlag Resch veröffentlichte unter dem Titel Meininger Faust eine Fotodokumentation von Hans Hermann Dohmen (ISBN 978-3-932831-02-7).

- 2009 – Unter der Intendanz und Regie von Matthias Hartmann, mit Tobias Moretti als Faust und Gert Voss als Mephisto, werden beide Teile auf die Bühne des Wiener Burgtheaters gebracht. Die Gesamtspieldauer beträgt 7 Stunden. Premiere war am 4. September. Dies ist die erste Neuinszenierung des Faust am Haus am Ring seit 1976, und die Erstaufführung des – allerdings stark gestrichenen – zweiten Teils an der Burg.[38]

## Ausgaben
- 1827, Helena. Klassisch-romantische Phantasmagorie. Zwischenspiel zu Faust in Band 4 der Taschenausgabe und der Groß-Oktav-Ausgabe (C1 1827 u. C 1828), J.G. Cotta’sche Buchhandlung. Teildruck von Faust 2, von Goethe autorisiert, Stuttgart.
- 1828, Faust. Zweiter Teil in Band 12 der Taschenbuchausgabe und der Groß-Oktav-Ausgabe (C1 1828 u. C 1829). Stuttgart: J.G. Cotta’sche Buchhandlung. Teildruck von Goethe autorisiert. Diese Ausgaben enden mit Vers 6036 der Szene Kaiserliche Pfalz im ersten Akt, mit der Unterschrift: «Ist fortzusetzen».
- 1832 und 1833, Faust. Der Tragödie zweyter Theil in fünf Acten. (Vollendet im Sommer 1831.) In: Vollständige Ausgabe letzter Hand Band 41, Stuttgart: J.G. Cotta’sche Buchhandlung, redigiert von Friedrich Wilhelm Riemer und Johann Peter Eckermann (C1 1832 und C 1833), mit zweifelhaften redaktionellen Eigenmächtigkeiten. Digitalisat und Volltext im Deutschen Textarchiv
- 1888, Weimarer Ausgabe Bd. 15, in zwei Teilbänden (Textband und Lesarten) hrsg. von Erich Schmidt. Weimar: Böhlau. Hier lag die, ursprünglich versiegelte, vollständige Haupthandschrift aus dem Jahre 1831 der Bearbeitung zugrunde.
- 1949, Hamburger Ausgabe Bd. 3, hrsg. von Erich Trunz. Hamburg : Wegner.
- 1949, Neue Gesamtausgabe des Originalverlags Bd. 5 hrsg. von Liselotte Lohrer. Stuttgart: Cotta o. J., 1949ff.
- 1950, Gedenkausgabe Bd. 5, hrsg. von Ernst Beutler. Zürich: Artemis
- 1965, Berliner Ausgabe Bd. 8, hrsg. von Gotthard Erler. Berlin: Aufbau
- 1971, Reclam-Heft auf Basis der Weimarer Ausgabe von Erich Schmidt, Universal-Bibliothek Nr. 2. Stuttgart: Philipp Reclam jun.
- Faust. Der Tragödie zweiter Theil in fünf Acten. (1831.). Textkritisch bearbeitet von Uvo Hölscher. In: Gisela Henckmann, Dorothea Hölscher-Lohmeyer (Hrsg.): Johann Wolfgang Goethe: Sämtliche Werke nach Epochen seines Schaffens. Münchner Ausgabe. Bd. 18.1: Letzte Jahre. 1827–1832. Hanser, München 1997, S. 103–351.
- Faust-Edition, digitale historisch-kritische Ausgabe

## Sekundärliteratur
- Lutz Abeling: Goethes Faust. Eine philosophische Deutung. CreateSpace Independent Publishing Platform, 2015, ISBN 978-1511418461.
- Theodor W. Adorno: Zur Schlußszene des Faust. In: Noten zur Literatur. Suhrkamp, Frankfurt a. M. 1974.
- H. Arens: Kommentar zu Goethes Faust I. Carl Winter Universitätsverlag, Heidelberg 1982, ISBN 3-533-03184-5. Wissenschaftlicher Standardkommentar. Zeilenkommentar.
- Rüdiger Bernhardt: Erläuterungen zu Johann Wolfgang von Goethe: Faust II, Textanalyse und Interpretation (Bd. 43). C. Bange Verlag, Hollfeld 2012, ISBN 978-3-8044-1983-4.
- A. Binder: Faustische Welt. LIT Verlag, Münster 2002, ISBN 3-8258-5924-X. Kommentare und Interpretationen.
- Hans Christoph Binswanger: Geld und Magie. Eine ökonomische Deutung von Goethes Faust Murmann Verlag; 5. Auflage 2010, ISBN 978-3-86774-110-1.
- Felix Bobertag: Faust und Helena. Goethe-Jahrbuch, Band 1 (1880), S. 44–80 (Digitalisat).
- Theodor Friedrich, Lothar J. Scheithauer: Kommentar zu Goethes Faust. (Reclam 7177, Ausgaben: 1932, 1959, 1980)
- Ulrich Gaier: Fausts Modernität.
- Ulrich Gaier: Faust-Dichtungen. Kommentar I. In: Johann Wolfgang Goethe: Faust-Dichtungen. Philipp Reclam jun. Verlag, Stuttgart 1999, ISBN 3-15-030019-3. Szenen- und Zeilenkommentar in verschiedenen Lesarten.
- Peter Hacks: Faust-Notizen, in: Die Maßgaben der Kunst, (z. B. Hacks-Werkeausgabe, Bd. 13, S. 46).
- Heinz Hamm: Goethes „Faust“. Werkgeschichte und Textanalyse. 1997.
- Thomas Höffgen: Goethes Walpurgisnacht-Trilogie. Heidentum, Teufeltum, Dichtertum. Peter Lang, Frankfurt am Main 2015.
- Dorothea Hölscher-Lohmeyer: Kommentar zu „Faust II“. In: Goethe, Johann Wolfgang von: Sämtliche Werke nach Epochen seines Schaffens, Münchner Ausgabe. Hrsg. von Karl Richter [und anderen], Band 18. Letzte Jahre, 1827–1832, Teil 1. Hrsg. von Gisela Henckmann und Dorothea Hölscher-Lohmeyer, Seite 535–1213. (ISBN 3-446-14027-1); ausgezeichnet durch die Heranziehung der naturphilosophischen Schriften Goethes
- Michael Jäger: Fausts Kolonie. Goethes kritische Phänomenologie der Moderne.
- Kindlers neues Literatur-Lexikon, hrsg. von Walter Jens, Studienausgabe, München: Kindler 1996, Band 6 Ga-Gr, ISBN 3-463-43200-5
- Literatur-Blatt. Redigirt von Wolfgang Menzel. Mai 1833.(online auf: phf.uni-rostock.de)
- Karl Pestalozzi: Bergschluchten. Die Schluss-Szene von Goethes Faust. Basel 2012.
- Alexander Reck: Friedrich Theodor Vischer – Parodien auf Goethes Faust. Heidelberg 2007 (Beihefte zum Euphorion 53).
- Albrecht Schöne: Faust. Kommentare. Enthalten in: Goethe: Faust. Deutscher Klassiker Verlag, Frankfurt am Main 1994, ISBN 3-618-60270-7. Moderner Kommentar.
  - Achte, revidierte und aktualisierte Auflage, Deutscher Klassiker Verlag, Berlin 2017 (=Deutscher Klassiker-Verlag im Taschenbuch 52), ISBN 978-3-618-68052-9 (2 Bände: Band 1 Texte, Band 2 Kommentare)
- Erich Trunz: Goethe: Faust – kommentiert von Erich Trunz C.H. Beck, ISBN 3-406-55250-1.
- J.M. van der Laan: Seeking Meaning for Goethe's Faust. Continuum, 2007, ISBN 978-0-8264-9304-0.
- Gero von Wilpert: Goethe-Lexikon (= Kröners Taschenausgabe. Band 407). Kröner, Stuttgart 1998, ISBN 3-520-40701-9.

## Vertonungen
- Carl Loewe: Scene aus Faust, op. 9, Heft 9, no. 1 (1835/6)
- Robert Schumann: Szenen aus Goethes Faust für Soli, Chor und Orchester WoO 3 (1844–1853)
- Eduard Lassen: Musik zu Goethes Faust (Schauspielmusik), op. 57 (UA Weimar, 6./7. Mai 1876)
- Gustav Mahler: Achte Sinfonie, 2. Teil (1906/1907)
- Franz Liszt: Faust-Sinfonie
- Lili Boulanger: Faust et Hélène (T: Eugène Adenis), Kantate für Tenor, Bariton, Mezzosopran und Orchester (1913)
- Freunde der italienischen Oper: (1989) Euphorion-Szene, Faust II Inszenierung von Wolfgang Engel am Staatsschauspiel Dresden
- Marc-André Souchay: Faust und Helena (1940)
- Moritz Eggert: Das Ewig Weibliche zieht mich hinan für Tenor und Klavier (1997)
- Kamelot: Epica (2003) und The Black Halo (2005)
- Rudolf Volz: Faust II – Die Rockoper (2003)

## Bilder

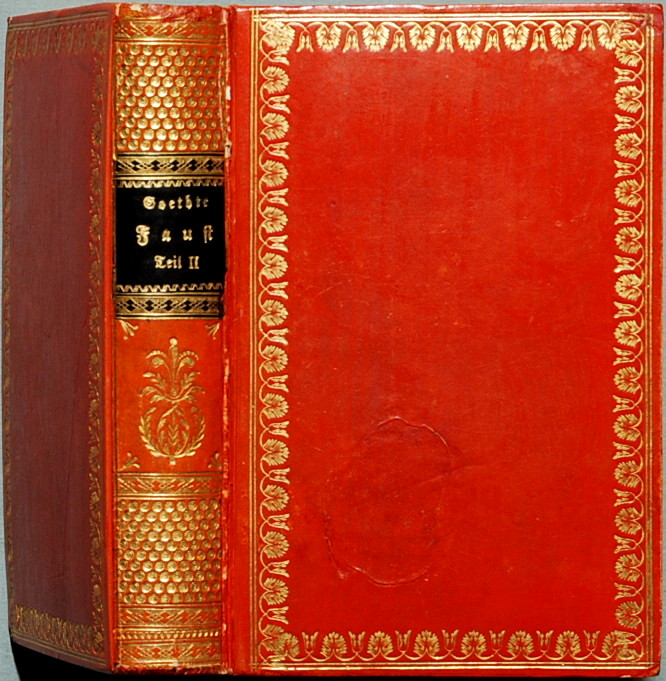
Zeitgenössischer (klassizistischer) Einband des Erstdruckes, sog. Taschenausgabe
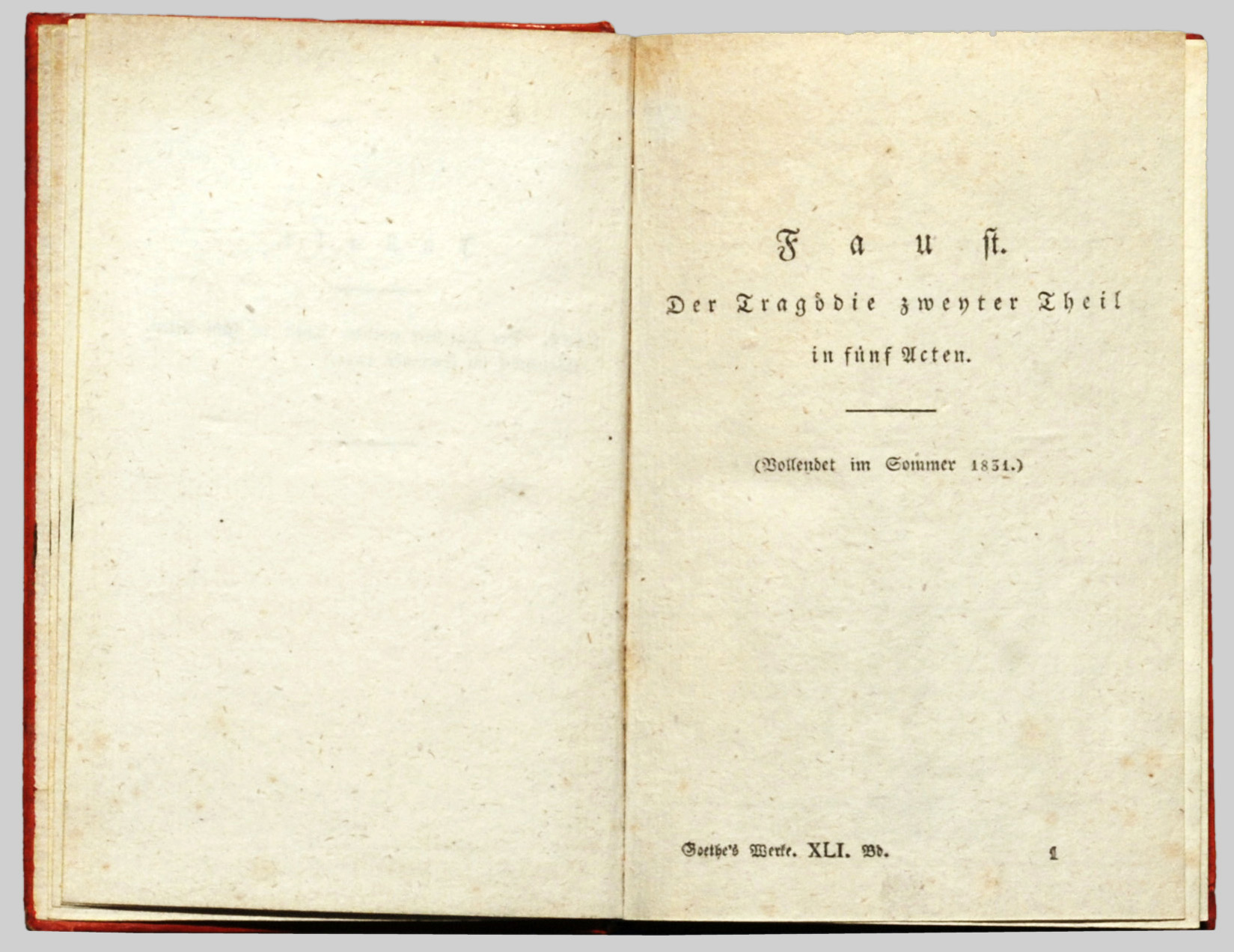
Titelblatt des vollendeten zweiten Teils der Tragödie als Erstdruck
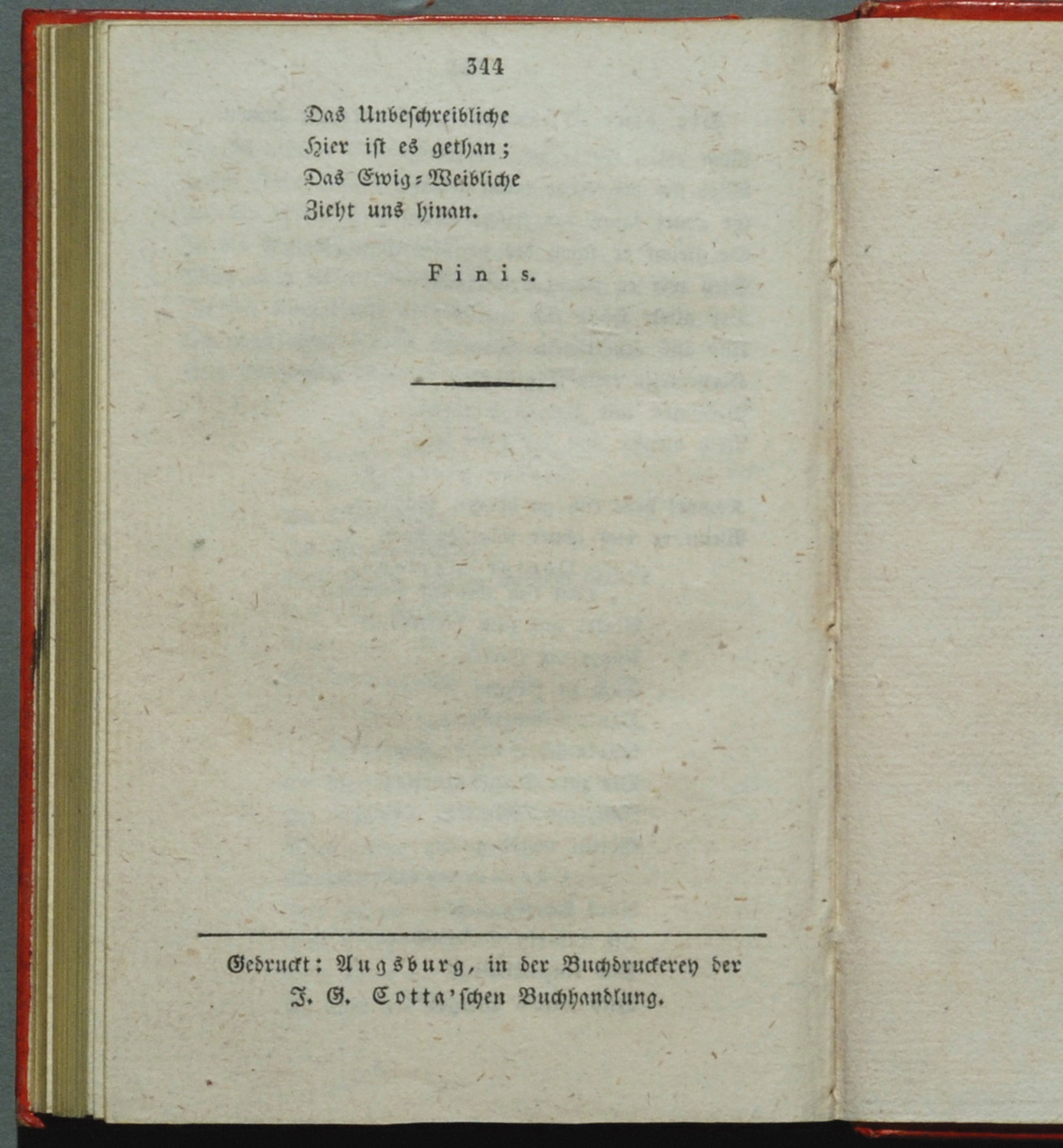
Schluss-Verse des zweiten Teils der Tragödie im Erstdruck
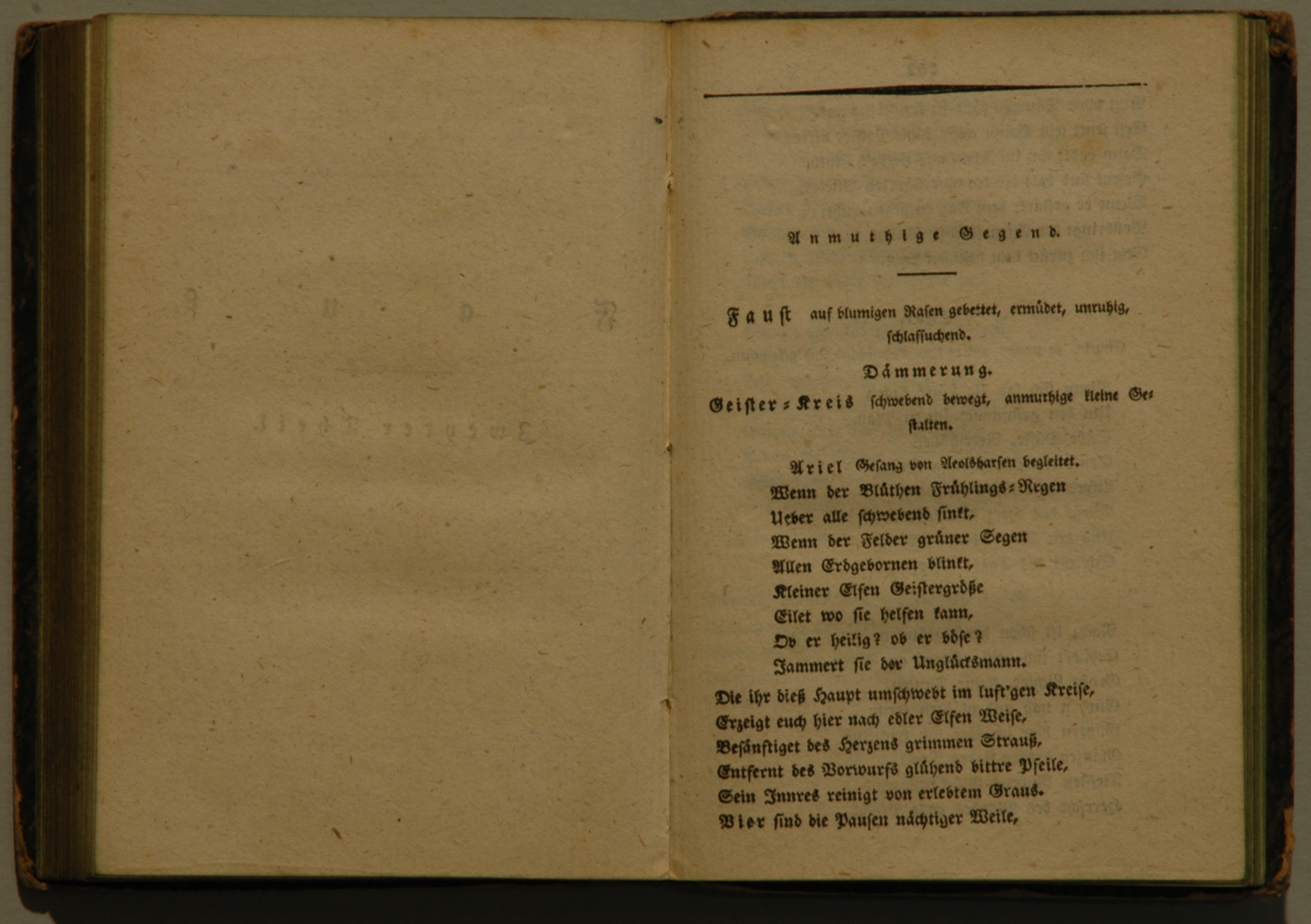
Vorabdruck des noch unvollendeten Faust II von 1828
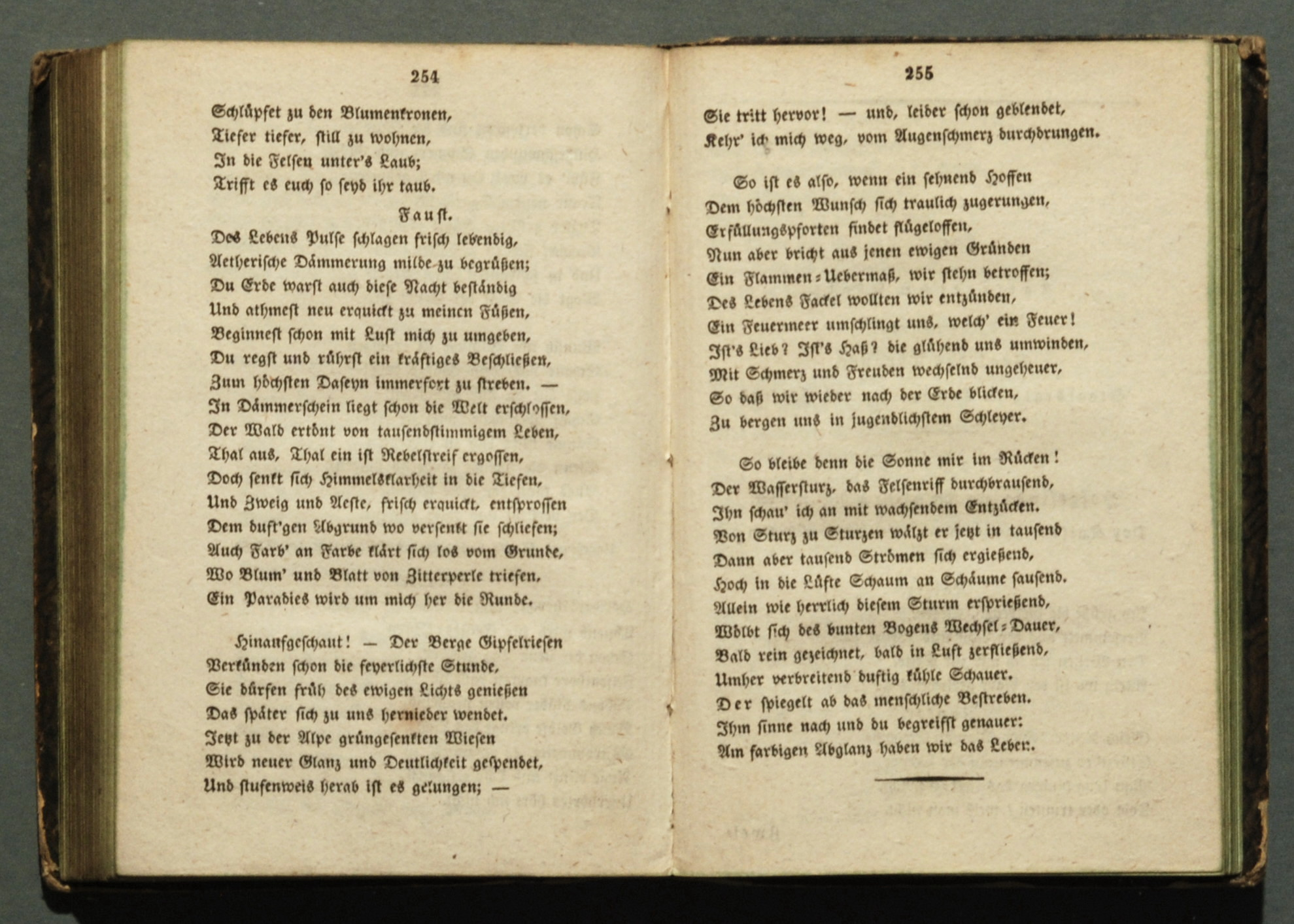
Eröffnungs-Monolog in Faust II, Erstdruck 1828